# Death in Paradise/Episodenliste
Diese Episodenliste enthält alle Episoden der britischen Dramaserie Death in Paradise, sortiert nach der britischen Erstausstrahlung. Die Fernsehserie umfasst derzeit zwölf Staffeln mit 98 Episoden. Im Februar 2023 wurde bestätigt, dass zwei weitere Staffeln (Staffel 13 und 14) sowie zwei Weihnachtsspecials produziert werden.

## Übersicht
| Staffel | Episodenanzahl | Erstausstrahlung UK | Erstausstrahlung UK | Deutschsprachige Erstausstrahlung            | Deutschsprachige Erstausstrahlung            |
| Staffel | Episodenanzahl | Staffelpremiere     | Staffelfinale       | Staffelpremiere                              | Staffelfinale                                |
| ------- | -------------- | ------------------- | ------------------- | -------------------------------------------- | -------------------------------------------- |
| 1       | 8              | 25. Oktober 2011    | 13. Dezember 2011   | 24. Mai 2012                                 | 12. Juli 2012                                |
| 2       | 8              | 8. Januar 2013      | 26. Februar 2013    | 2. Juli 2013                                 | 23. Juli 2013                                |
| 3       | 8              | 14. Januar 2014     | 4. März 2014        | 22. Mai 2014                                 | 3. Juli 2014                                 |
| 4       | 8              | 8. Januar 2015      | 26. Februar 2015    | 1. Mai 2015                                  | 19. Juni 2015                                |
| 5       | 8              | 7. Januar 2016      | 25. Februar 2016    | 27. Mai 2016                                 | 15. Juli 2016                                |
| 6       | 8              | 5. Januar 2017      | 23. Februar 2017    | 12. Mai 2017                                 | 30. Juni 2017                                |
| 7       | 8              | 4. Januar 2018      | 22. Februar 2018    | 25. Mai 2018                                 | 13. Juli 2018                                |
| 8       | 8              | 10. Januar 2019     | 28. Februar 2019    | 17. Mai 2019                                 | 5. Juli 2019                                 |
| 9       | 8              | 9. Januar 2020      | 27. Februar 2020    | 28. August 2020                              | 16. Oktober 2020                             |
| 10      | 8              | 7. Januar 2021      | 18. Februar 2021    | 1. Juni 2022                                 | 1. Juni 2022                                 |
| 11      | 8 + Special    | 7. Januar 2022      | 25. Februar 2022    | 28. September 2022                           | 28. September 2022                           |
| 12      | 8 + Special    | 6. Januar 2023      | 24. Februar 2023    | 11. Oktober 2023 24. Dezember 2023 (Special) | 11. Oktober 2023 24. Dezember 2023 (Special) |
| 13      | 8 + Special    | 4. Februar 2024     | 24. März 2024       | 9. April 2025                                | 9. April 2025                                |
| 14      | 8 + Special    | 31. Januar 2025     | 28. März 2025       |                                              |                                              |

## Staffel 1
Die Erstausstrahlung der ersten Staffel war vom 25. Oktober bis zum 13. Dezember 2011 auf dem britischen Fernsehsender BBC One zu sehen. Die deutschsprachige Erstausstrahlung erfolgte vom 24. Mai bis zum 12. Juli 2012 auf FOX.
| Nr. (ges.) | Nr. (St.) | Deutscher Titel         | Originaltitel        | Erstausstrahlung UK | Deutschsprachige Erstausstrahlung (D) | Regie          | Drehbuch         |
| --- | --------- | ----------------------- | -------------------- | ------------------- | ------------------------------------- | -------------- | ---------------- |
| 1 | 1         | Willkommen im Paradies  | Arriving in Paradise | 25. Okt. 2011       | 24. Mai 2012                          | Charles Palmer | Robert Thorogood |
| Detective Inspector (DI) Richard Poole (Ben Miller) wird aus London auf die Insel Saint Marie geschickt, um den Mord an seinem dort arbeitenden Kollegen DI Charlie Hulme (Hugo Speer) aufzuklären. Unterstützt wird er von den vor Ort stationierten Polizisten Sergeant Lily Thomson (Lenora Crichlow), Officer Dwayne Myers (Danny John-Jules) und Officer Fidel Best (Gary Carr). Charlie wurde erschossen im Panikraum der Villa der Lavenders, der nur von der Polizei geöffnet werden kann, aufgefunden. Der Angestellte Lawrence (Karl Collins) entfällt als Täter. Sara Lavender (Coralie Audret) hatte eine Affäre mit dem Mordopfer, es könnte also ein Mord aus Eifersucht durch ihren Ehemann James Lavender (Rupert Graves) sein. Die undercover arbeitende Detectice Sergeant (DS) Camille Bordey (Sara Martins) ist dem des Menschenhandels verdächtigten Hausherrn auf den Fersen, wird aber von Richard, der nichts von ihrer Tätigkeit weiß, enttarnt. Tatsächlich finden sich Spuren, die auf eine Zusammenarbeit von Charlie und James schließen lassen. Als sich Beweise für James Verbrechen finden, begeht dieser scheinbar Selbstmord. Es stellt sich heraus, dass die korrupte Beamtin Lily beide Morde begangen hat, um zu verhindern, dass ihre Verbindungen zum Menschenhandel aufgedeckt werden. Sie versuchte durch fingierte Beweise, das Verbrechen dem ehrlichen Charlie anzulasten. Nach Abschluss des Falles wird Richard auf Wunsch von Commissioner Selwyn Patterson (Don Warrington) dauerhaft auf die Insel versetzt und tritt somit Humes Nachfolge an. Camille wird ihm als DS zur Seite gestellt. |           |                         |                      |                     |                                       |                |                  |
| 2 | 2         | Nur die Sonne war Zeuge | Wicked Wedding Night | 1. Nov. 2011        | 31. Mai 2012                          | Roger Goldby   | Robert Thorogood |
| Lisa Watson (Charlotte Salt) fällt am Tag ihrer Hochzeit von einer Harpune erschossen vom Balkon des Hotels. Den Überwachungskameras nach waren zu dieser Zeit nur eine begrenzte Anzahl an Personen auf dem Stockwerk. Der Trauzeuge Adam Fairs (Luke Allen-Gale) hat Geldprobleme und wollte sich mit dem Opfer treffen. Doch Lisas Schwester Sally Watson (Alice Henley) war zu dieser Zeit bei ihm, gibt damit sich und ihm ein Alibi. Der Bräutigam und Casanova Darren Moore (Matt di Angelo) könnte Interesse am Geld der Ermordeten gehabt haben, doch zu dem Zeitpunkt musste er auf Grund eines Ehevertrags davon ausgehen, nichts zu erben. Die Eltern der Braut, Mike (Robert Pugh) und Diana Watson (Frances Barber), kann Richard ebenfalls ausschließen. Als das Zimmermädchen Margaret (Camilla Marie Beeput) - das eine heimliche Beziehung zum Surflehrer Stefan (Daniel O’Connor) unterhält - erdrosselt wird, kommt der Ermittler dem wahren Täter auf die Spur: Der Butler William (Paterson Joseph) wollte die junge Frau bereits beim ersten Versuch aus Eifersucht ermorden, tötete mit Lisa aber versehentlich die falsche Person. - Catherine Bordey (Élizabeth Bourgine), die Mutter von Camille, bekommt beim Servieren eines Tees an Richard in ihrem Lokal ihren ersten Auftritt. |           |                         |                      |                     |                                       |                |                  |
| 3 | 3         | Der Voodoo-Zauber       | Predicting Murder    | 8. Nov. 2011        | 7. Juni 2012                          | Charles Palmer | Robert Thorogood |
| Während eines Voodoo-Rituals prophezeit Angelique Morel (Mona Hammond) den eigenen Tod durch einen vernarbten Mann. Am nächsten Tag wird sie von Tim Hilton (Will Vanderpuye), Hausmeister der örtlichen Schule, vergiftet aufgefunden. Die Schulsekretärin Molly Kerr (Clare Holman), Lebensgefährtin des Schulleiters Nicholas Dunham (Nicholas Farrell), informiert die Polizei. Angeliques Tochter war die Frau des Schulleiters. Sie stürzte sich angeblich vor Jahren von den Klippen, da sie sich nicht zwischen ihrem Mann und ihrem Liebhaber Charles Dean (Michael Maloney) entscheiden konnte. Doch Angelique gibt Nicholas die Schuld. Um ihn ins Gefängnis zu bringen, inszeniert sie ihren eigenen Selbstmord, so dass der Schulleiter des Mordes verdächtigt werden muss. Richard kann ihn zu seiner Erleichterung entlasten. Doch er überführt Nicholas gleich darauf des Mordes an seiner Frau, deren Skelett seit Jahren unbemerkt als scheinbar künstliches Schaustück im Klassenzimmer steht. |           |                         |                      |                     |                                       |                |                  |
| 4 | 4         | Beste Freunde           | Missing A Body?      | 15. Nov. 2011       | 14. Juni 2012                         | Roger Goldby   | James Payne      |
| Während eines Streits am Strand schießt Megan Talbot (Miranda Raison) mit einer gefundenen Waffe zwei Mal auf ihren gewalttätigen Ehemann Lucas Talbot (Neil Stuke). Sie stellt sich der Polizei, doch die Leiche wird erst viel später auf dem offenen Meer gefunden. Trotz eindeutiger Beweislage sucht der von Megan faszinierte Richard nach anderen Spuren. Befragt wird der Besitzer der Waffe, der Kleinkriminelle Gregory (Chris Tummings), der die Schüsse durch Megan bezeugen kann. Der Restaurantbesitzer Pierre (Stany Coppet) berichtet von einem Streit zwischen Lucas und seinem Freund Patrick Knight (Derek Riddell). Auf dem Grundstück der Knights findet Richard Hinweise auf den eigentlichen Tatablauf. Grund für den Mord ist die Affäre zwischen Patrick und Megan. Als sich Lucas von den Schüssen verwundet zum Haus der Knights geschleppt hatte, wurde er dort von Patrick erschossen. Patricks Ehefrau Astrid (Emma Fielding) weiß nichts von der Affäre und half bei der Vertuschung des Mordes. Die Polizisten können die beiden kurz vor ihrer Flucht stellen. |           |                         |                      |                     |                                       |                |                  |
| 5 | 5         | Mord an Bord            | Spot the Difference  | 22. Nov. 2011       | 21. Juni 2012                         | Alfred Lot     | Harry Holmes     |
| Der verurteilte Anlagebetrüger Leon Hamilton (Jeff Alexander) wird bei der Überführung nach Saint Marie auf der Fähre erstochen. Richard, mit Handschellen an diesen gekettet, bekommt den Mordzeitpunkt nicht mit. Auch der auf dem Schiff mitreisende Gefängniswärter Vincent Carter (Colin Salmon) sieht nichts. Zwei Passagiere fallen besonders auf. Die krimibegeisterte Suzie Park (Sarah Smart) wird schnell ausgeschlossen. Samuel King (Lee Boardman) wurde jedoch vom damals betrunkenen und von Leon um einen hohen Betrag betrogenen Gordon Foster (Alistair Petrie) eine hohe Belohnung versprochen, sollte er den Gefangenen töten. Diese vielversprechende Spur erweist sich als Sackgasse. Die Bankangestellte Emilie Saunders (Jeany Spark) erzählt den Beamten vom hohen veruntreuten Geldbetrag, der nie gefunden wurde. Diese Spur führt zur Frau des Opfers, Ann Hamilton (Sophie Winkleman). Als diese ermordet wird, gelingt Poole die Lösung des Falls: Leon und Vincent tauschten die Rollen vor dem Weg auf die Fähre. Der echte Leon ermordete Vincent. Und als er von seiner Frau die Unterschrift bekommen hatte, um Zugriff auf das Geld zu haben, bringt er auch diese um. |           |                         |                      |                     |                                       |                |                  |
| 6 | 6         | Tropisches Fieber       | An Unhelpful Aid     | 29. Nov. 2011       | 28. Juni 2012                         | Alfred Lot     | Robert Thorogood |
| Benjamin Lightfoot (Alex Lanipekun) wird tot am Meeresgrund aufgefunden. Ein Hämatom an der Brust, die zugedrehte Luftzufuhr am Taucheranzug und Süßwasser in der Lunge deuten auf einen Mord hin. Da Richard erkrankt und Camille auf Schulung ist, übernimmt die sich eigentlich im Urlaub befindende DS Angela Young (Shirley Henderson) den Fall. Der Kreis der Verdächtigen ist klein. Benjamins im siebten Monat schwangere Frau Abigail Lightfoot (Riann Steele) entfällt als Täterin. Young verdächtigt den Chef des Opfers, Tauchschulbesitzer Phil Owen (Sean Gallagher). Denn dessen Frau Alex Owen (Lisa Faulkner) hat dem häufig in Geldnöten lebenden Benjamin einen größeren Betrag geliehen, worüber Phil wenig erfreut ist. Richard, der den Fall vom Krankenbett aus verfolgt, stellt eine Verknüpfung zum scheinbar zufällig auf der Insel befindlichen Kriminellen Danny Fernandez (Kieran O’Brien) und Benjamins Bruder Mark Lightfoot (O. T. Fagbenle) her. In der Tatnacht kam es zum Streit zwischen den Brüdern, und in dessen Verlauf ertränkte Mark seinen Bruder im Aquarium. |           |                         |                      |                     |                                       |                |                  |
| 7 | 7         | Falsche Töne            | Music of Murder      | 6. Dez. 2011        | 5. Juli 2012                          | Paul Harrison  | Jack Lothian     |
| Die auf Saint Marie sehr populäre Band The Venerators will nach vielen Jahren ein Comeback starten. Teil der Show ist, den Sänger Solly (Johann Myers) in einem geschlossenen Sarg auf die Bühne zu tragen. Beim Öffnen des Sargs liegt er erschossen darin. Der hinter den Kulissen arbeitende Neville (David Sterne) scheidet als Tatverdächtiger aus. Eine unbekannte Frau, die sich als Sollys bisher unbekannte Tochter Michelle Bouchant (Rebecca Scroggs) vorstellt, entdeckte den Toten bereits vor der Show. Doch sie schloss nur den Sargdeckel wieder. Avita Jackson (Sarita Choudhury) wusste von Sollys Tochter und hätte Eifersucht als Motiv gehabt. Doch sie wird ebenso entlastet wie die Bandmitglieder Curtis (Ray Fearon) und Renward (Robbie Gee). Die Hinweise verdichten sich auf den Bassisten Eddie (Keith Duffy), der als Songschreiber der Band nur Undank erntete. - Der Urlauber Aidan Miles (Adrian Dunbar) flirtet mit Catherine. |           |                         |                      |                     |                                       |                |                  |
| 8 | 8         | Bellende Hunde          | Amongst Us           | 13. Dez. 2011       | 12. Juli 2012                         | Paul Harrison  | Robert Thorogood |
| Die Büroangestellte Nadia Selim (Randiane Naly) wird erstickt und mit dreißig Silbermünzen im Mund in ihrem Bett vorgefunden. Bei Jon Taylor (Danny Webb), der seine weiblichen Angestellten, darunter neben Nadia auch seine Assistentin Georgie Westcott (Fiona Glascott), belästigt, findet sich kein Motiv. Nadias Nachbar Jacko Gardiner (Clinton Blake) konnte zum Todeszeitpunkt nicht den Hund der Ermordeten hören, der bei jeder fremden Person anschlug. Der verdeckte Ermittler DCI Chris Ricketts (John Thomson) identifiziert Nadia als die untergetauchte Agentin Rose Duchant, die zuletzt einen Geldwäschering unterwanderte. Richard enttarnt Aidan Miles, Catherines Galan aus der vorigen Episode, als das bisher unbekannte Oberhaupt der Organisation. - Richard hätte das Angebot bekommen, nach London zurückzukehren, wenn er sich rechtzeitig bei der Personalstelle meldet. Doch er versäumt den Zeitpunkt, da Fidels Frau ein Kind bekommt, seine Hilfe benötigt wurde und die anderen Polizisten einschließlich des Commissioners ihn vom Anruf abhalten. |           |                         |                      |                     |                                       |                |                  |

## Staffel 2
Die Erstausstrahlung der zweiten Staffel war vom 8. Januar bis zum 26. Februar 2013 auf BBC One zu sehen. Die deutschsprachige Erstausstrahlung sendete der deutsche Free-TV-Sender ZDFneo vom 2. bis zum 23. Juli 2013 in Doppelfolgen.
| Nr. (ges.) | Nr. (St.) | Deutscher Titel            | Originaltitel              | Erstausstrahlung UK | Deutschsprachige Erstausstrahlung (D) | Regie         | Drehbuch         |
| --- | --------- | -------------------------- | -------------------------- | ------------------- | ------------------------------------- | ------------- | ---------------- |
| 9 | 1         | Der blutige Finger         | A Murder on the Plantation | 8. Jan. 2013        | 2. Juli 2013                          | Keith Boak    | Delinda Jacobs   |
| Der Plantagenbesitzer Roger Seymour (James Cosmo) wird in seiner Mühle mit einer Machete erstochen. Sein Arzt Dr. Johnson (Lucian Msamati) findet die Leiche. Der erste Verdacht richtet sich gegen die Ex-Frau Nicole Seymour (Stephanie Beacham) und den Neffen Alex Seymour (Tom Ward), die der neuen Verlobten und (was keiner weiß) Erbin von Roger, Kim Neville (Estella Daniels), den Besitz nicht gönnen. Doch der Fluchttunnel zur Mühle, den DI Richard Poole findet, beginnt in der Werkstatt des Arbeiters Louis Nelson (David Ajala). Wie die Ermittlungen zeigen, starb dessen Vater vor Louis’ Geburt auf der Plantage wegen einer defekten Maschine, der Todesfall wurde vertuscht. Zusammen mit seiner Zwillingsschwester Kim plante er daher, sich an Roger zu rächen. - DS Camille Bordey wird von ihrer Mutter zu einem Blind Date verpflichtet. Als sie am Treffpunkt zuerst Richard vorfindet, ist sie angenehm überrascht, doch es ist der falsche Mann. Beide reagieren insgeheim enttäuscht. |           |                            |                            |                     |                                       |               |                  |
| 10 | 2         | Der Graf von Monte Christo | An Unholy Death            | 15. Jan. 2013       | 2. Juli 2013                          | Alrick Riley  | Colin Bytheway   |
| Die Novizin Therese (Georgina Campbell) kommt bei einem durch eine Zigarette verursachten Schwelbrand in ihrer Zelle ums Leben. Sie fürchtete sich vor dem Geschäftsmann Daryl Dexter (Patrick Baladi), der die heilende Quelle des Klosters zusammen mit der Oberin, Schwester Anne (Gemma Jones), versilbern will. Doch er hat ein Alibi. Als seine Lebensgefährtin Laura Masters (Caroline Langrishe) als Nonne verkleidet auf dem Gelände entdeckt wird, führt die Spur zur Oberin. Um das für das Kloster benötigte Geld nicht zu verlieren, vertuscht sie ihren durch die Quelle nicht geheilten Krebs, lässt sich von der früher als Krankenschwester tätigen Laura behandeln und ermordet die Novizin, da diese den Schwindel auffliegen lassen will. Damit verliert der Priester John (Kenneth Cranham) seine uneheliche Tochter, die seinetwegen in das Kloster eingetreten ist. - Dwayne Myers trifft bei den Ermittlungen die Klosterschwester Marguerite (Rowena King) wieder, in die er sich einmal verliebte, und die er noch immer attraktiv findet. |           |                            |                            |                     |                                       |               |                  |
| 11 | 3         | Der 3-Uhr-Tee              | Death in the Clinic        | 22. Jan. 2013       | 9. Juli 2013                          | David O’Neill | Dan Sefton       |
| Die in einer schweren Lebenskrise steckende Valerie Dupree (Julie Riley) wird ertrunken im Pool einer Klinik für plastische Chirurgie von der Mitpatientin Jayne Smythe (Cherie Lunghi) aufgefunden. Der operierende Arzt Jeremy Tipping (James Fleet), dem die Operation an Valerie misslang und der deshalb von ihr verklagt worden wäre, wird von Richard als Mörder ausgeschlossen. Der Patient Paul Vincent (Shaun Parkes), den Valerie nach seiner Aussage gegen seinen Willen verführen wollte, hat ein Alibi, das ihm die Geschäftsführerin Anna Jones (Emma Pierson) gibt. Richard kann dem Pfleger Carlton Banks (Nathaniel Martello-White) nachweisen, Valerie ohne sein Wissen eine tödliche Spritze gegeben zu haben. Denn das Medikament wurde von Anna Jones ausgetauscht. Valerie hatte entdeckt, dass Anna Verbrechern wie Paul durch kosmetische OPs und falsche Dokumente zu einer neuen Identität verhilft. Um das zu decken, ermordete Anna Valerie. |           |                            |                            |                     |                                       |               |                  |
| 12 | 4         | Der Fluch des Piraten      | A Deadly Curse             | 29. Jan. 2013       | 9. Juli 2013                          | Alrick Riley  | Robert Thorogood |
| Einer Legende nach vergrub der Pirat Le Clerc auf Saint Marie einen bisher unentdeckten Goldschatz. Der Geologe Ian Parks (Rob Heanley), Mitglied einer Schatzsuchergruppe, wird im Camp erschossen aufgefunden. Ein zweiter Grabungsteilnehmer, Daniel Morgan (Jonathan Cake), kommt beim zweiten Anschlag auf sein Leben ebenfalls um. Die verbleibenden Teammitglieder Liz Curtis (Kelly Adams) und Chris Winchester (Ben Turner) können von den Ermittlern als Täter ausgeschlossen werden. Liz war als Versicherungsmitarbeiterin auf Daniel angesetzt, der des Diebstahls und der Hehlerei verdächtigt wird. Der Besitzer des Grabungslandes, Joel Maurice (Michael Brandon), hätte vom Scheitern der Schatzsuche keinen Vorteil, da ihm die Hälfte des Fundwertes zugesagt wurden. Richard entlarvt den Hilfsarbeiter Benjamin Sammy (Bryan Dick) als Täter. Der Geologe fand statt des Schatzes ein seltenes Element im Erdboden, dessen Abbau den Regenwald zerstört hätte, was Benjamin um jeden Preis verhindern wollte. |           |                            |                            |                     |                                       |               |                  |
| 13 | 5         | Das letzte Lied            | Murder Onboard             | 5. Feb. 2013        | 16. Juli 2013                         | Keith Boak    | Jack Lothian     |
| Auf einem Partyboot wird die Leadsängerin Aimee Fredericks (Jamelia) während ihres Abschiedsauftritts vergiftet. Die Backgroundsängerin Eloise Morrison (Amanda Mealing) versuchte aus Eifersucht, Aimees Auftritt mit einem Reizstoff in ihrer Gurgelflasche zu sabotieren, doch für das Strychnin ist sie nicht verantwortlich. Ihr Ehemann Stephen Morrison (Jonny Phillips), Eigner des Boots, hatte mit der Sängerin Vertragsstreitigkeiten, die zum Mordzeitpunkt jedoch schon gelöst waren. Der Partygast Colin Smith (Rob Jarvis) gerät kurzzeitig in Verdacht, da er bei der Sichtung der Beweismittel seine Videokamera unterschlagen hatte. So bleiben noch der Kellner RJ (Dylan Edwards) und der Koch und Barkeeper Grant (Dexter Fletcher). Richard kann Grant Drogenschmuggel nachweisen, den zuvor schon das Mordopfer Aimee entdeckte und für eine Erpressung nutzte. Damit ist das Tatmotiv gefunden. - Fidel Best kann den schwarzgebrannten Schnaps handelnden Milton Reynards (Junior Simpson) überführen und so eine Schwarzbrennerei ausheben. |           |                            |                            |                     |                                       |               |                  |
| 14 | 6         | Der Seidenschal            | A Dash of Sunshine         | 12. Feb. 2013       | 16. Juli 2013                         | Alrick Riley  | Colin Bytheway   |
| Die im Rollstuhl sitzende June Anderson (Kim Thomson) wird erdrosselt in einer Ferienwohnung aufgefunden. Nachdem sich Richard auf deren Ehemann Doug Anderson (Neil Pearson) als Täter fixiert, den er aus seiner Londoner Zeit unangenehm in Erinnerung hat, spricht ihn Camille auf seine Voreingenommenheit an. Er gibt diese zu und weitet die Ermittlungen aus, denn Doug hat ein lupenreines Alibi. Zum Verdächtigenkreis gehört Janice Palmer (Matilda Ziegler), die Schwester des Opfers, die nun das große Erbe erhält. Die Reinigungskraft und Köchin Estelle Du Bois (Michele Austin) macht sich wiederum verdächtig, als sie Schmuck von June verkaufen möchte. Doch beide kommen nicht als Täter in Frage. Die Ferienwohnungsvermittler Will Teague (Ralf Little, der ab Folge 9:05 die Rolle des DI Neville Parker übernimmt) und Ronnie Stuart (James Murray) werden ebenfalls befragt. Durch einen Hinweis von Ronnies Ex-Freundin Lily Shaw (Hannah Spearritt) findet Richard den Mörder. Es war eine Absprache zwischen Doug und Ronnie. Ein Jahr zuvor ermordete Doug Wills Ehefrau, damit dieser sein Geld in die Wohnungsvermittlung investieren konnte. Im Gegenzug tötete nun Ronnie Dougs Ehefrau. |           |                            |                            |                     |                                       |               |                  |
| 15 | 7         | Das Auge des Hurrikans     | A Stormy Occurance         | 19. Feb. 2013       | 23. Juli 2013                         | David O’Neill | James Payne      |
| Vor einem Hurrikan werden fünf Messstationen von Studenten und ihrem Professor vorbereitet. Vor der zentralen Station entdeckt die Dekanin Judy Hearst (Lolita Chakrabarti) kurze Zeit später die Leiche des Studenten Leo Downs (Mathew Horne). Sie entfällt als Tatverdächtige, da der Hurrikan die Spuren des Mordes eigentlich hätte verwischen sollen. Die Ermittler finden mehrere mögliche Tatmotive. Damon Ryan (Ben Batt) war zornig auf Leo, da dieser ihm seine Freundin Amber Collins (Jo Woodcock) ausgespannt hatte. Jennifer Cheung (Gemma Chan) kam nur durch Beziehungen an die Hochschule und pflegte ein sehr deutliches Konkurrenzdenken, doch das reicht nicht für ein Motiv. Professor King (Stephen Boxer) erstellte ein Umweltverträglichkeitsgutachten für die Firma des Vaters von Cheung, was der Hochschule das finanzielle Überleben ermöglichte. Der eigentliche Grund ist aber an ganz anderer Stelle zu finden. Der Professor veröffentlichte eine Arbeit von Leo unter eigenem Namen. Um das zu verschleiern, beging er den Mord. - Fidel schreibt die Prüfung zum Sergeant. |           |                            |                            |                     |                                       |               |                  |
| 16 | 8         | Ein (fast) perfekter Plan  | A Deadly Party             | 26. Feb. 2013       | 23. Juli 2013                         | Alrick Riley  | Robert Thorogood |
| Während einer Benefizveranstaltung auf seinem Anwesen wird Malcolm Powell (Sean Pertwee) in seinem Arbeitszimmer erschossen. Verdächtigt wird der durch Malcoms Investmentbetrug um viel Geld gebrachte Jack Roberts - bis klar wird, dass er bereits vor drei Jahren verstorben ist. Doch wer ersann diese falsche Fährte? Malcolms Ehefrau Jen Powell (Julie Graham) war es nicht. Bei seiner Privatsekretärin Vicky Woodward (Lucy Davis) findet sich als mögliches Tatmotiv Geldgier. Richard kann den Tathergang nachvollziehen: Vicky erschoss ihren Chef bei dem angeblichen Treffen mit Jack unter Verwendung eines Schalldämpfers. Der in Geldnöten steckende Mark Grainger (Jamie Davis) simulierte die Ankunft der fiktiven Person und gab nach dem Mord einen Schuss mit der Tatwaffe ab, um allen ein Alibi zu geben. Der Gärtner Duncan Wood (Lucien Laviscount), mit dem Vicky eine Beziehung hat, inszenierte schließlich die angebliche Flucht von Jack. - Fidel erfährt, dass er die Prüfung zum Sergeant bestanden hat. Camille fürchtet, Richard könnte der Insel und damit ihr den Rücken zukehren, als er die verhaftete Vicky begleitet.                                                             |           |                            |                            |                     |                                       |               |                  |

## Staffel 3
Die Erstausstrahlung der dritten Staffel war vom 14. Januar bis zum 4. März 2014 auf BBC One zu sehen. Die deutschsprachige Erstausstrahlung erfolgte zwischen dem 22. Mai und dem 3. Juli 2014 auf dem deutschen Pay-TV-Sender FOX.
| Nr. (ges.) | Nr. (St.) | Deutscher Titel        | Originaltitel               | Erstausstrahlung UK | Deutschsprachige Erstausstrahlung (D) | Regie           | Drehbuch                       |
| --- | --------- | ---------------------- | --------------------------- | ------------------- | ------------------------------------- | --------------- | ------------------------------ |
| 17 | 1         | Tickende Uhren         | Death of a Detective        | 14. Jan. 2014       | 22. Mai 2014                          | Cilla Ware      | Robert Thorogood               |
| DI Richard Poole (letzter Auftritt von Ben Miller) wird bei einem Ehemaligentreffen ermordet. DI Humphrey Goodman (erster Auftritt von Kris Marshall) wird auf die Insel geschickt, um den Mord aufzuklären. Nur Richards vier ehemaligen Mitstudenten kommen als Täter in Frage. Die Anwältin Angela Birkett (Sophie Thompson) war damals wie heute in Richard verliebt und hätte ihm daher nichts antun können. Der Immobilienmakler Roger Sadler (Tim Dutton) wurde zwar vor Jahrzehnten von Richard beim Dekan gemeldet, da er bei seinem Examen betrogen hatte, was aber für ein aktuelles Mordmotiv zu lange her ist. Durch Fingerabdrücke kann Humphrey nachweisen, dass Sasha Moore (Helen Baxendale) eigentlich ihre Schwester Helen ist. Nach einem tödlichen Autounfall nahm sie die Rolle ihrer erfolgreichen Schwester ein. Richard, der damals in Sasha verliebt war, erkannte das. Damit die Wahrheit nicht ans Licht kommt, töten Sasha und ihr Mann James Moore (Mark Bazeley) Richard. - Nach anfänglichen Vorbehalten wird Humphrey von den übrigen Polizisten akzeptiert und übernimmt fortan die Funktion des leitenden Ermittlers. Privat läuft es bei ihm nicht so gut. Seine Frau Sally sollte auf die Insel nachkommen, hinterlässt ihm jedoch auf dem Anrufbeantworter die Nachricht, ihn nicht mehr zu lieben und sich von ihm zu trennen. |           |                        |                             |                     |                                       |                 |                                |
| 18 | 2         | Tödliche Schokolade    | The Wrong Man               | 21. Jan. 2014       | 29. Mai 2014                          | Cilla Ware      | Daisy Coulam                   |
| Das Lichtdouble Thea Holmes (Phoebe Thomas) wird mit einer Praline vergiftet, die dem Anschein nach eigentlich für ihre Freundin Lexi Cunningham (Michelle Ryan) gedacht war. Dwayne Myers wird der Schauspielerin daher als Personenschutz zur Seite gestellt, während die anderen Ermittler nach dem Täter suchen. Da ist einmal der Drehbuchautor Arnold Finch (Peter Davison), dessen beste Zeiten bereits vorbei sind und der auf diesen und weitere Aufträge angewiesen ist. Doch Lexi möchte ihn nicht haben, was für ihn ein Motiv sein könnte. Der verheiratete Regisseur Carl Collins (Rhys Thomas) hat eine Affäre mit der Assistentin Susie Jenkins (Hannah Tointon), was Lexi seiner Frau verraten möchte. Da der Fischer Big Dave (Peter Bankole) eine Frau beim Kauf des für den Mord verwendeten Kugelfischgifts beobachtet, wendet sich der Blick auf die Assistentin. Als die selbst mit einer Schauspielkarriere liebäugelnde Susie mit dem Gift Selbstmord begangen zu haben scheint, soll es wie ein Geständnis wirken. Tatsächlich jedoch ist Lexi die Mörderin, die zusammen mit Thea vor Jahren einen Raubüberfall beging. Thea saß dafür jahrelang im Gefängnis, verriet ihre Freundin aber nicht. Nun forderte sie eine Gegenleistung, die Lexi nicht erbringen wollte. |           |                        |                             |                     |                                       |                 |                                |
| 19 | 3         | Wahrheit und Fälschung | An Artistic Murder          | 28. Jan. 2014       | 5. Juni 2014                          | Dusan Lazarevic | Paul Logue                     |
| Der Gigolo Carlton Paris (Stefen Cole) wird erschossen in seiner Wohnung aufgefunden. Er eroberte problemlos die Herzen einsamer, erfolgreicher Frauen wie Dorothy Foster (Sharon Small) und Richterin Ann Stone (Josette Simon). Doch genau diese uneingeschränkte Zuneigung der Frauen zu ihm schließt sie als Täterinnen aus. Dies gilt ebenso für seine eigentliche Liebe Lauren Campese (Vinette Robinson), die er zum Verlassen ihres Ehemanns Marc Campese (Tristan Gemmill) aufforderte. Dafür war sie nicht mutig genug, doch eigentlich zu seinem eigenen Schutz besorgte sie ihm die Waffe, mit der er später erschossen wurde. Eingesetzt hat sie der Galeriebesitzer Leo Pascal (Adrian Scarborough), der ein angeblich hundert Jahre altes Werk eines Inselmalers für viel Geld verkaufen wollte. Doch Carlton erkannte es als Fälschung und wollte dies öffentlich machen. |           |                        |                             |                     |                                       |                 |                                |
| 20 | 4         | Mord mit Verspätung    | Ye of Little Faith          | 4. Feb. 2014        | 12. Juni 2014                         | Dusan Lazarevic | Ian Kershaw                    |
| Der Täterkreis für den Mord an der vergiftet im Hotelbett aufgefundenen Flugbegleiterin Natasha Thiebert (Félicité du Jeu) ist überschaubar. Dem Spielsüchtigen Paul Bevans (Daniel Lapaine) lieh das Opfer Geld und wollte es nun zurück. Flugbegleiter Max Leigh (Chris Geere) und Hotelangestellte Simone Magon (Kathryn Drysdale) hätten ihre Jobs verlieren können, hätte Natasha von deren Zigarettenschmuggel gewusst. Ein deutliches Indiz zeigt auf den Piloten Adam Frost (Raza Jaffrey), denn es wird ein Giftfläschchen mit seinen Fingerabdrücken gefunden. Er hat trotz der Beziehung mit der nicht vor Ort befindlichen Flugbegleiterin Helen Walker (Sophie Colquhoun) eine Affäre mit Natasha. Doch es war Helen, die Tage zuvor Natasha ein vergiftetes Briefmarkenset von Saint Marie schenkte, um weit entfernt zu sein, wenn sich das Opfer beim Ablecken der Marke die tödliche Dosis verabreicht. |           |                        |                             |                     |                                       |                 |                                |
| 21 | 5         | Familienbande          | Political Suicide           | 11. Feb. 2014       | 19. Juni 2014                         | Robert Quinn    | Robert Thorogood               |
| Als seine Affäre mit der Praktikantin Lena Bell (Nina Toussaint-White) bekannt wird, muss der Handelsminister Jacob Doran (Simon Shepherd) zurücktreten. Als er tot in seinem Arbeitszimmer aufgefunden wird, vor sich einen Abschiedsbrief liegend, geht Humphrey dennoch von einem inszenierten Selbstmord aus. Obwohl der durch Jacobs Pressesprecher Theo Frazier (Eriq Ebouaney) posthum aufgedeckte Waffenschmuggel seines Chefs einen hinreichenden Suizidgrund liefern würde. Auch innerhalb der Familie gäbe es Motive für einen Mord. Die verführte Praktikantin war die Freundin von Jacobs Sohn Drew Doran (James Musgrave). Und die Frau des Opfers, Charlotte Doran (Haydn Gwynne), wurde schon mehrmals betrogen. Doch sie sah das als ihr Schicksal an. Als sie jedoch erkannte, dass ihr Mann einen fingierten Selbstmord plante, um anschließend ohne sie unterzutauchen, erschoss sie Jacob. - Der Patenonkel der Praktikantin ist Marlon Croft (Clarke Peters). Er ist der Vater von Camille und verließ die Familie vor 25 Jahren. Als Grund nennt er, von seiner Frau zum Verlassen der Familie aufgefordert worden zu sein, was Camille neu war und sie zutiefst erschüttert. Nachdem Catherine die Unzuverlässigkeiten von Marlon aufführt, versöhnt sie sich wieder mit ihrer Mutter, lässt aber auch ihrem Vater die Kontaktmöglichkeit zu sich offen. |           |                        |                             |                     |                                       |                 |                                |
| 22 | 6         | Der Ruf der Wildnis    | The Early Bird              | 18. Feb. 2014       | 26. Juni 2014                         | Robert Quinn    | J. C. Wilsher & Simon Winstone |
| Eine Gruppe Vogelkundler will sich von Captain Jack Stanton (Paul Barber) und seiner Assistentin Yasmin Blake (Hannah John-Kamen) zum Nest des letzten Papageienpaars des Saint Marie grün führen lassen. Am Morgen verlässt Mark Talbot (Richard Huw) heimlich das Basiscamp und wird erstochen am Beobachtungsstand aufgefunden. Seine im Hotel zurückgebliebene Frau Gloria Talbot (Lisa Kay) erbt nun ein Vermögen. Sie hat eine Affäre mit einem anderen Expeditionsmitglied, Matthew Webster (William Beck). Doch sie hat ein Alibi für die Tatzeit, und er kann von den Ermittlern als Täter ausgeschlossen werden. Alec Burton (Mark Heap), ebenso wie Mark im Verein der Londoner Vogelkundler, hasste das Opfer aufgrund dessen Verhaltens zutiefst, beging den Mord jedoch ebenfalls nicht. Schuldig ist Daniel Parish (Ciarán McMenamin), in dem Mark den Eierdieb seltener Vogelarten erkannte. Mit seiner Komplizin Yasmin versucht er den Tathergang zu verschleiern und von sich als Täter abzulenken. - Camille hat ein weiteres von ihrer Mutter Catherine arrangiertes Date, diesmal mit einem Model für Bademoden (Samuel Anderson). - Captain Jack verrät Dwayne am Ende unter der Hand, dass die Papageienart Saint Marie grün bereits seit zwei Jahren ausgestorben ist. |           |                        |                             |                     |                                       |                 |                                |
| 23 | 7         | Der Sturm              | The Man With The Golden Gun | 25. Feb. 2014       | 3. Juli 2014                          | Richard Signy   | Jack Lothian                   |
| Familie Jackson trifft sich zum Todestag der Mutter auf ihrer Privatinsel. Kurz vor dem Mittagessen wird der Chef des Familienunternehmens, Alexander Jackson (Joseph Marcell), erschossen im Park aufgefunden. Alle Spuren deuten auf den Sohn Joseph Jackson (Chris Obi) hin, aus dessen Waffe das Projektil stammt, zu der er als einziger Zugang hatte. Doch das Hausmädchen Rosie Curloo (Pippa Bennett-Warner) kann ihm zur Tatzeit ein Alibi geben. Sie selbst macht sich durch echte Diamantohrringe verdächtig. Doch sie hat sie als Entschädigung vom Mordopfer bekommen, als sie vom zweiten Sohn Terrance Jackson (Jimmy Akingbola) sexuell belästigt wurde. Die Arbeiten des dritten Kindes von Alexander, der freischaffenden Künstlerin Anna Jackson (Nikki Amuka-Bird), finden bei ihrem Vater keine wirkliche Wertschätzung, was sie sehr belastet. Doch ein Mordmotiv ist auch das nicht. Der Vater der persönlichen Assistentin des Toten, Emily Benoit (Caroline Proust), verlor aufgrund der Immobiliengeschäfte sein Bootsgeschäft und starb in der Folge an seinem Kummer. Doch Alexander litt unter seinem früheren beruflichen Handeln, was ihren Zorn auf ihn milderte. Klar wird der Fall, als eine Testamentsänderung entdeckt wird, die Terrance enterbt hätte, was er durch den Mord verhindern wollte. |           |                        |                             |                     |                                       |                 |                                |
| 24 | 8         | Liebeleien             | Rue Morgue                  | 4. März 2014        | 3. Juli 2014                          | Richard Signy   | Robert Thorogood               |
| Die im Ruhestand befindliche Ärztin Emma Redding (Kate Fahy) wird leblos mit einer leeren Packung Schlaftabletten neben sich aufgefunden. Das vorbereitete Tanzkleid spricht jedoch gegen einen Selbstmord, und statt der Tabletten wird ein vergiftetes Abendessen als Todesursache vermutet. Dies lieferte die Managerin des Seniorenheims, Sylvaine Dor (Sarah Niles), der jedoch kein Motiv nachgewiesen werden kann. Die Ermittler erkunden die Beziehung zu anderen Mitbewohnern. Der erst seit einem halben Jahr eingezogene David Witton (Philip Jackson) hat vor zehn Jahren bei einer von Emma durchgeführten Operation seine Tochter verloren. Früher hätte er sich rächen wollen, doch fehlt ihm nun dieser Wille. Pam Chandler (Michele Dotrice) war eifersüchtig, da ihr Mann mit Emma beim Essen gesehen wurde. Doch Jim Chandler (Phil Davis) sprach mit der Ärztin über eine wiedergekehrte Krebserkrankung. Die beiden sind damit ohne Motiv. Colin Campbell (Rupert Vansittart) wollte Emma am Abend ihres Todes einen Heiratsantrag machen. Das war zu viel für Judith Musgrove (Joanna David), die selbst in Colin verliebt ist und ihn dadurch als engen Freund verloren hätte. Daher plante sie den Mord an Emma. - Humphreys Ex-Frau Sally Goodman (Morven Christie) taucht auf der Insel auf und will ihn zurückgewinnen. Doch er entscheidet sich gegen sie, da er ursprünglich einen Neuanfang mit ihr wollte, sie jedoch die Trennung betrieb. Zudem gesteht Humphrey gegenüber Fidel, in Camille verliebt zu sein. - Letzter Auftritt von Gary Carr (Sergeant Fidel Best). |           |                        |                             |                     |                                       |                 |                                |

## Staffel 4
Die Erstausstrahlung der vierten Staffel war vom 8. Januar bis zum 26. Februar 2015 auf dem britischen Sender BBC One zu sehen. Die deutschsprachige Erstausstrahlung sendete der deutsche Pay-TV-Sender FOX vom 1. Mai bis zum 19. Juni 2015.
| Nr. (ges.) | Nr. (St.) | Deutscher Titel            | Originaltitel             | Erstausstrahlung UK | Deutschsprachige Erstausstrahlung (D) | Regie         | Drehbuch              |
| --- | --------- | -------------------------- | ------------------------- | ------------------- | ------------------------------------- | ------------- | --------------------- |
| 25 | 1         | Der Mann, den es nicht gab | Stab in the Dark          | 8. Jan. 2015        | 1. Mai 2015                           | Richard Signy | Robert Thorogood      |
| Während einer Séance wird der Inhaber einer Brennerei, Elias Thomson (James Wilby), erstochen. Sein Anliegen bei der Sitzung war, durch das Medium Zeta Akande (Sharon D. Clarke) den Glauben des Großteils seiner Mitarbeiter an einen Geist auf dem Anwesen zu tilgen, der ihn am Abriss des alten Fasslagers hindert. Die erste Annahme der Ermittler ist, dass nur eine am Tisch sitzende Person den Mord in dem kleinen Raum verübt haben konnte. Der Vorarbeiter William Lee (Cornell S. John) wird verdächtigt, mehrere Kisten Rum gestohlen zu haben. Elias’ Sohn Daniel Thomson (Royce Pierreson) wurde von seinem Vater die Verwaltung des Betriebs wieder abgenommen, als es wirtschaftlich schlechter ging. Seine Tochter Lucy Thomson (Natalie Gumede) wiederum erpresste ihren Vater wegen eines Seitensprungs, von dem sie durch alte Briefe erfahren hatte. Das bringt die Ermittler dem eigentlichen Mordmotiv näher. Sie enthüllen eine Absprache zwischen Elias und dem Verwalter Andre Morgan (Don Gilet, der ab Staffel 14 die Rolle des DI Mervin Wilson übernimmt). Letzterer wurde vom Mordopfer heimlich in den Raum geschleust und hinter einem Vorhang versteckt, was zu dessen Todesurteil wurde. Denn Andres Frau war vor Jahren der Seitensprung von Elias. Andre brachte seine Frau damals um und mauerte die Leiche im alten Fasslager ein. Würde dieses abgerissen, wäre seine Bluttat entdeckt worden. - Nachdem Fidel Best eine Stelle in Saint Lucia angenommen hat, übernimmt der Commissioner für diesen Fall seine Aufgaben. Am Ende der Folge wird Sergeant Florence Cassell (Joséphine Jobert) als neue Mitarbeiterin vorgestellt. |           |                            |                           |                     |                                       |               |                       |
| 26 | 2         | Mord gegen Liebe           | Hidden Secrets            | 15. Jan. 2015       | 8. Mai 2015                           | Richard Signy | Simon Winstone        |
| Der Surflehrer Jake Peters (Dean Lennox Kelly) wird erschossen in seiner abgeschlossenen Werkstatt gefunden. Da die Waffe fehlt, gehen die Ermittler von einem Mord aus. Drei Surfschüler sind unter den Verdächtigen. In Steve Taylors (Joel Fry) Wagen wird die Tatwaffe gefunden; tatsächlich hatte er sie besorgt, doch selbst nicht eingesetzt. Jess Chambers (Hetti Bywater) ist die Jake bis vor kurzem unbekannte Tochter aus einer lange zurückliegenden Affäre. Und der kürzlich entlassene Charlie Beckett (Simon Day) hat zwar seiner Ex-Firma Geld gestohlen, für einen Mord jedoch kein Motiv. Jakes Ehefrau Katie Peters (Claire Goose) bekommt nun die Lebensversicherung ihres Mannes ausgezahlt. Die schloss er ab, da bei ihm von seinem Arzt Karl Slater (Will Mellor) eine unheilbare, tödliche Krankheit diagnostiziert wurde. Um dem Leiden zuvorzukommen, beging der Surflehrer Selbstmord. Doch eigentlich war er kerngesund. Karl, der seit Jahrzehnten in Katie verliebt ist, trieb seinen Freund durch die falsche Diagnose in den Selbstmord, weil er sich dadurch eine Chance bei dessen Ehefrau erhoffte. - Camille Bordey trifft sich in dieser Folge öfter mit dem Surfer Nicky Dexter (Paul Sculfor). |           |                            |                           |                     |                                       |               |                       |
| 27 | 3         | Ein bitterer Nachgeschmack | Damned If You Do...       | 22. Jan. 2015       | 15. Mai 2015                          | David O’Neill | Tom Higgins           |
| Der Heimatverein vergiftet sich während einer Probe zum Jubiläum der Besiedlung von Saint Marie an einem mit einem falschen Kraut zubereiteten Eintopf. Der Vorsitzende Francis Davison (Adrian Lukis) stirbt sogar durch den zugesetzten Wasserschierling. Da er die Ermittler zuvor von einer Bedrohung für sein Leben informierte und Drohbriefe gefunden wurden, ist Humphrey von einem Mord durch eines der anderen Vereinsmitglieder überzeugt. Der Ex-Vorsitzende Alan Butler (David Bamber) hasste Francis und wollte ihn demütigen, war jedoch nicht an seinem Tod schuld. Henri Garon (Georges Corraface) filmte ein amoröses Treffen von Francis mit Imke Sandt (Katarina Čas), doch seine Eifersucht war nicht stark genug. Imke wiederum litt unter dem von ihr ungewollten Ende ihrer Liebschaft zu Francis. Die Drohbriefe stammten vom Sohn des Opfers, Ryan Davison (Tyger Drew-Honey), der so die Aufmerksamkeit seines Vaters erhalten wollte. Tatsächlich jedoch steckte die Vereinsgeld veruntreuende Schatzmeisterin Teresa Gower (Amanda Root) hinter dem Mord. Francis kam hinter die Unterschlagung des Geldes und verlangte die sofortige Rückzahlung, was Teresas finanzielle Möglichkeiten für ein Leben auf der Insel beendet hätte. Doch sie wollte Ryan nicht verlieren, der für sie wie ein Sohn war. - Camille erzählt Humphrey Goodman, ein Angebot als Undercover-Agentin in Paris bekommen zu haben. |           |                            |                           |                     |                                       |               |                       |
| 28 | 4         | Im Schein der Kerze        | Until Death Do You Part   | 29. Jan. 2015       | 22. Mai 2015                          | David O’Neill | Rebecca Wojciechowski |
| Nach einem Junggesellinnenabschied wird die Braut Jenny Burgess (Ali Bastian) ertränkt in ihrer Hotelbadewanne aufgefunden. Ihre drei Freundinnen geraten in Verdacht. Bei Ivy Marcel (Rosie Cavaliero) stellen sich die verdächtigen Hinweise als Affäre mit dem Hotelmanager Frank Mellor (William Ash) heraus. Der Streit um 6000 Dollar zwischen dem Opfer und Sal Tyler (Amy Nuttall) hatte einen anderen Hintergrund. Sal belog Jenny über ihren finanziellen Hintergrund und konnte sich die Reise eigentlich nicht leisten, doch die Freundin half ihr sofort mit dem Geld aus. Elizabeth Foss (Susannah Fielding) war die vorherige Freundin des Bräutigams Simon Parke (Leo Staar), doch dieses mögliche Problem schweißte die beiden Freundinnen nur noch mehr zusammen. Als Elizabeth jedoch während des Abends durch ein Video erfuhr, dass Jenny und Simon schon während ihrer Beziehung mit ihm ein Verhältnis begannen, wurde sie wütend und fasste kurzfristig den Mordplan. Denn wäre ihre Beziehung zu Simon früher beendet gewesen, wäre ihre eigene Schwester nicht bei einem Autounfall umgekommen. - Humphrey muss die Freigabe für Camilles neue Aufgabe in Paris unterschreiben, verweigert dies jedoch anfangs auf Grund seiner Zuneigung zu ihr. Letztlich lässt er sie ziehen, man sieht sie in der letzten Szene die Insel mit der Fähre verlassen. |           |                            |                           |                     |                                       |               |                       |
| 29 | 5         | Eine lange Reise           | Swimming in Murder        | 5. Feb. 2015        | 29. Mai 2015                          | Paul Murphy   | Ian Kershaw           |
| Durch den Stromschlag eines in den Pool fallenden Scheinwerfers kommt der Leadsänger der Flowers of Progress Stevie Smith (Francis Magee) ums Leben. Es soll nach einem Unfall aussehen, doch die Indizien deuten auf einen Mord. Das Schwimmbecken gehört zum Anwesen des Produzenten Vince Thuram (Trevor Laird), dessen Studio bei den Aufnahmen zum ersten Album der Band durch Stevies Schuld abbrannte. Vinces Leben geriet in der Folge aus den Fugen, doch er brachte den Sänger nicht um. Die Freundin von Jim Smith (Steve Evets) wurde in der Zeit des ersten Albums schwanger, doch sein Bruder, der davon wusste, verschwieg das. Wenige Tage vor dem Mord erfuhr Jim davon und stritt heftig mit Stevie, doch die Tat beging er nicht. Bei der Managerin der Band, Cheryl Moore (Sally Phillips), hätte nur das Beenden einer kurzen Affäre mit und durch Stevie ein Motiv sein können. Dem Schlagzeuger Duncan Roberts (Neil Morrissey), Künstlername Disco Biscuit, stahl Stevie Ideen für Songs und gab sie als seine eigenen aus, weshalb ihn Duncan verklagte. Den größten Hass auf den Sänger entwickelte jedoch Pete Thunders (Nick Moran), der durch die Verweigerungshaltung von Stevie für einen Brauereideal eine halbe Million Dollar zu verlieren drohte. - Erster Auftritt von Officer J. P. Hooper (Tobi Bakare). Florence wird zur DS befördert. |           |                            |                           |                     |                                       |               |                       |
| 30 | 6         | Falscher Ehrgeiz           | The Perfect Murder        | 12. Feb. 2015       | 5. Juni 2015                          | Paul Murphy   | Mark Brotherhood      |
| Auf Saint Marie findet ein Beachvolleyball-Turnier statt. Die für die Insel Isla Jonas im Finale antretende Spielerin Shelly Kennedy (Rochelle Neil) wird erstochen in ihrem Jeep aufgefunden. Die Ermittler durchleuchten das gegnerische Team, die Mannschaft von Saint Marie, auf mögliche Motive. Der Trainer Aiden Parker (Joe Absolom) hatte in der Vergangenheit eine Beziehung mit dem Opfer, die Spielerin Alison Turner (Holly Quin-Ankrah) war beim Joggen und Maz Shipley (Dominique Tipper) hätte sich beinahe bestechen lassen, eine Spielmanipulation zu begehen. Alle drei werden entlastet. Dem künftigen Gouverneur von Isla Jonas, Anton Burrage (Colin McFarlane), kann am Ende zur Freude des Commissioners der Bestechungsversuch nachgewiesen werden, doch den Mord beging er nicht. Der Trainer der Mannschaft, Hank Laymon (Geff Francis), entwickelte zwar großen Ehrgeiz und war ebenfalls in den Wettbetrug verwickelt, doch die Grenze zur Körperverletzung überschritt er nicht. Mörderin ist seine Tochter Jasmine Laymon (Lashana Lynch), die sich und ihren Vater vor dem finanziellen Bankrott retten wollte. Denn Shelly wollte sich wegen des Betrugs an die Sportaufsichtsbehörde wenden - J. P. findet keine Wohnung und übernachtet in der Gefängniszelle, woraufhin ihm Catherine Bordey ein Zimmer verschafft. |           |                            |                           |                     |                                       |               |                       |
| 31 | 7         | Doppelmord der anderen Art | She Was Murdered Twice    | 19. Feb. 2015       | 12. Juni 2015                         | Richard Signy | Dana Fainaru          |
| Die Mitarbeiter eines Reiseveranstalters unternehmen eine Teambildungsmaßnahme auf Saint Marie. In der Nacht wird die strenge und intrigante Firmenchefin Annette Burgess (Michelle Collins) erschossen in ihrem Bett aufgefunden. Sehr bald gibt sich Dominic Claydon (Matthew Lewis) als Täter zu erkennen, dessen Mutterschaft Annette nicht öffentlich kundgeben wollte. Als die Pathologie jedoch als Todesursache Ersticken mit einem Kissen feststellt, geht die Tätersuche erneut los. Die Schwester der Toten, Izzy Cartwright (Kaye Wragg), musste vom Seitensprung ihres Verlobten Stuart Howe (Jason Merrells) mit Annette erfahren. Diesem stahl seine Chefin zudem eine erfolgversprechende Geschäftsidee und erpresste seine Verschwiegenheit mit dem Hinweis auf den One-Night-Stand. Die Assistentin Sandra Kendrick (Sylvestra le Touzel) wiederum verklagte ihre Vorgesetzte wegen Mobbings und mischte ihr ein Abführmittel in ihr Getränk. Der finanziell klamme Inhaber des Maßnahmenanbieters, Bill Williams (Gary Lewis), bekam von Annette nicht den ihm zustehenden Lohn. Alle können entlastet werden, die Spur führt zurück zum angeblichen Sohn, der den Gentest fälschte und so die Firmenchefin betrog. Sie kam ihm durch die bei ihr vorhandene Adermatoglyphie auf die Spur, die bei ihm jedoch fehlt. |           |                            |                           |                     |                                       |               |                       |
| 32 | 8         | Besuchszeiten              | Unlike Father, Unlike Son | 26. Feb. 2015       | 19. Juni 2015                         | Richard Signy | Matthew Barry         |
| Am ersten Verhandlungstag vor Gericht wegen des Mordes an Pastor Masons (Leo Wringer) Frau wird der tatverdächtige Jack Harmer (Charlie Creed-Miles) in die Gefängniszelle des Gerichtsgebäudes überführt. Wenig später wird er erschossen in dem abgeschlossenen Bereich aufgefunden. Der Pater hatte eine Schusswaffe dabei, doch aus dieser wurde nicht geschossen. Jacks schwangere Frau Mae Harmer (Honeysuckle Weeks) plante zusammen mit seinem Bruder Paul Harmer (Shaun Dingwall) die Flucht aus dem Gefängnis, doch soweit kam es nicht. Der Gerichtspolizist Erol Dumas (Brian Bovell) sollte bei der Flucht helfen. Die Frau des Pastors war seine Geliebte, wovon niemand wusste, und er wurde Zeuge des Mordes. Daher brachte er den Täter um. - Humphreys Vater Martin Goodman (James Fox) kommt zu Besuch auf die Insel. Meist unzufrieden mit seinem Sohn, erkennt er dessen brillante Leistung bei der Lösung des Falls an. |           |                            |                           |                     |                                       |               |                       |

## Staffel 5
Die Erstausstrahlung der fünften Staffel war vom 7. Januar bis zum 25. Februar 2016 auf BBC One zu sehen. Die deutschsprachige Erstausstrahlung sendete der deutsche Pay-TV-Sender FOX vom 27. Mai bis zum 15. Juli 2016.
| Nr. (ges.) | Nr. (St.) | Deutscher Titel   | Originaltitel      | Erstausstrahlung UK | Deutschsprachige Erstausstrahlung (D) | Regie          | Drehbuch         |
| --- | --------- | ----------------- | ------------------ | ------------------- | ------------------------------------- | -------------- | ---------------- |
| 33 | 1         | Ein stummer Zeuge | The Complex Murder | 7. Jan. 2016        | 27. Mai 2016                          | Edward Bennett | Robert Thorogood |
| Während eines Tauchgangs seines Teams wird der wohlhabende Meeresbiologe Dan Hagen (Julian Ovenden) an Bord seines Schiffes erschossen. Alles sieht nach einem Raubmord aus. Doch seine Begleiter hätten alle Gründe für einen Mord gehabt. So wurde Sam Blake (Lloyd Owen) auf Grund unwissend fehlerhafter Messergebnisse zum Leiter eines Ozeanografischen Instituts, und Dan wollte die fehlerhafte Studie sofort zurückziehen. Der Doktorand Jonathan Taylor (Joshua Hill) wiederum schmuggelte Drogen, was Dan herausfand. Die Meeresbiologin Nicky Hoskins (Neve McIntosh) wurde von dem Toten sitzen gelassen. So kamen sie und ihre Geliebte Lara Hagen (Emma Rigby) auf die Idee, Dan von Lara verführen zu lassen, um an sein Geld zu kommen. Tatsächlich heiratete er Lara, was zu seinem Todesurteil wurde. |           |                   |                    |                     |                                       |                |                  |
| 34 | 2         | Die Smaragdinsel  | One for the Road   | 14. Jan. 2016       | 3. Juni 2016                          | Edward Bennett | Dan Muirden      |
| Die scheidende Gouverneurin von Saint Marie, Caroline Bamber (Lucy Cohu), wird bei ihrem Abschied vergiftet. Im ersten Moment scheint es um die kleine Felsinsel Spinners Rock zu gehen, auf der Smaragde gefunden wurden. Doch deutlichere Motive kristallisieren sich heraus. Die Botschaftssekretärin Lucy Preville (Charlotte Hope) hatte eine Affäre mit dem Verwalter der französischen Nachbarinsel Saint Robert, Francois Troumeur (Valery Schatz). Ein Bekanntwerden hätte das Ende ihrer politischen Karriere bedeuten können. Der verheiratete Francois wiederum wurde von Caroline erpresst, die ihm mit dem Verrat seiner Affäre an seine Frau drohte. Der stellvertretende Gouverneur von Saint Marie, Andy Hammond (Nigel Lindsay), verriet Staatsgeheimnisse an Francois, da er bei einer Beförderung übergangen worden war. Das stärkste Motiv hat jedoch Ellery Wallace (Adetomiwa Edun), der Privatsekretär von Caroline, der der Gouverneurin die Schuld am Tod seiner Tochter gibt.                         |           |                   |                    |                     |                                       |                |                  |
| 35 | 3         | Todschick         | Posing in Murder   | 21. Jan. 2016       | 10. Juni 2016                         | Audrey Cooke   | Tom Higgins      |
| Während einer Benefizveranstaltung wird das Model Zoe Mackay (Hannah Britland) hinter der Bühne erdrosselt. Als Täter könnte der Designer Nelson Benedict (Jason Barnett) in Frage kommen, der bereits früher einmal wegen Körperverletzung verurteilt wurde und zu unkontrollierten Wutausbrüchen neigt. Abgesehen von Rosey Fabrice (Fola Evans-Akingbola) gibt es bei den Models ebenfalls mögliche Tatmotive. Die als Stalkerin enttarnte Sadie Mernier (Elarica Johnson) liebte Zoe jedoch und hätte ihr keine Gewalt antun können. Zoe wusste vom Drogenproblem des vierten Models, Eloise Ronson (Heida Reed). Doch die Ermordete kam durch dieses Wissen hinter die heimlichen Drogengeschäfte des Fotografen Jay Croker (Paul Nicholls), der damit zum Hauptverdächtigen wird. - J.P. Hooper kennt Rosey aus seiner Schulzeit und schwärmte damals für sie. Nach Aufklärung des Falls kommt es zum ersten Date der beiden.                                                                                              |           |                   |                    |                     |                                       |                |                  |
| 36 | 4         | Späte Reue        | A Personal Murder  | 28. Jan. 2016       | 17. Juni 2016                         | Audrey Cooke   | Emma Goodwin     |
| Nach einer Beerdigung erhält Officer Dwayne Myers eine SMS vom Handy des Toten - seinem guten Freund Cedrik Verga (Trevor A. Toussaint) -, er sei ermordet worden. Humphrey weist nach, dass Cedrik mit einem Kissen erstickt wurde. Alle Spuren führen zu drei Freunden von Cedrik, jeder hatte ein Motiv. Temmy Verga (Gary McDonald) liebt die Freundin von Cedrik, Ottilie Dubois (Nimmy March), doch musste er zurückstecken. Der Priester Floyd Lynch (Burt Caesar) war in ein Gemeindemitglied verliebt, und diese Information hätte Cedrik gegen ihn verwenden können. Der Arzt Ivann Tate (Tony Armatrading) zahlte für die Pflege einer Mrs. Garcia (Joan Hooley), deren Sohn Vincent in der Kindheit der vier Freunde umgekommen ist. Wie sich herausstellt, war der Tod von Vincent die Schuld des Quartetts, und das wollte Cedrik nach all den Jahren öffentlich machen. Floyd verhinderte dies durch den Mord an seinem Freund. Die SMS stammte von Ottilie, die Zweifel am natürlichen Tod ihres Freundes hatte. |           |                   |                    |                     |                                       |                |                  |
| 37 | 5         | Der letzte Besuch | Lost Identity      | 4. Feb. 2016        | 24. Juni 2016                         | Roger Simonsz  | Robert Thorogood |
| Humphrey bekommt Besuch von seiner dementen Tante Mary Goodman (Wendy Craig). In ihrem Hotel kommt es zum von ihr beobachteten Mord an John Green (Robert Daws). Wie sich herausstellt, ist dies sein neuer Name, nachdem er als Buchhalter krimineller Kunden gegen diese als Zeuge ausgesagt hatte. Doch er zweigte Geld ab, das er auf Saint Marie versteckte und nun holen will. Hauptverdächtige werden dadurch der Kriminelle Neil Jenkins (Keith Allen) und seine Frau Ella Thomas (Susie Amy). Zusammen mit seiner Tante findet Humphrey den wahren Täter, den Portier Freddie Hamilton (Eddie Nestor), der durch Zufall von dem Geld erfahren hatte. - J.P. wirbt um Rosey. |           |                   |                    |                     |                                       |                |                  |
| 38 | 6         | Eiskalter Mord    | Dishing up Murder  | 11. Feb. 2016       | 1. Juli 2016                          | Roger Simonsz  | Dana Fainaru     |
| Am Tag nach der Restauranteröffnung wird der Sternekoch Robert Holt (Alun Raglan) erstochen im Kühlraum seines Lokals aufgefunden. Alle Personen in seiner Umgebung hätten ein Motiv gehabt, den tyrannisch auftretenden Mann zu töten, seine Lebensgefährtin Anouk Laban (Tara Fitzgerald), sein Bruder Gary Holt (Andrew Whipp), die Konditorin und zeitweise Liebhaberin Kim Sweeney (Louisa Connolly-Burnham) und der Koch Daxter Allen (Martin Compston). Tatsächlich geschah der Mord zwölf Stunden früher durch Roberts Sohn Matt Holt (Alexander Arnold), dem Robert die Beziehung zu Kim nicht gestatten wollte. Alle halfen bei der Vertuschung des Falls mit. - J.P. macht seiner Freundin Rosey einen Hochzeitsantrag. |           |                   |                    |                     |                                       |                |                  |
| 39 | 7         | Der Silberschatz  | The Blood Red Sea  | 18. Feb. 2016       | 8. Juli 2016                          | Richard Signy  | Will Fisher      |
| Der Schatzsucher Tosh Walker (Lorcan Granitch) wird erstochen an Land geschwemmt. Kurz vor seinem Tod soll er seine Frau telefonisch von einem Messerangriff durch Newton Farrell (Roger Griffiths) informiert haben. Tatsächlich konnte Tosh die kürzlich gefundenen Silbertaler nur anhand der von Newton gestohlenen Forschungsergebnisse finden, und noch weitere Indizien deuten stark auf Newton als Täter. Doch auch andere Verdächtige finden sich. So stahl der Helfer Addison Patrick (Ade Oyefeso) mehrere der Silbermünzen und wollte sie auf dem Schwarzmarkt verkaufen. Von seiner Frau Naomi Walker (Jill Halfpenny) wollte Tosh sich scheiden lassen, da er eine Affäre vermutete. Tatsächlich entstand eine Beziehung zwischen Naomi und ihrem Stiefsohn Sam Walker (Jack Donnelly), den Tosh kurz zuvor aus seiner Firma entließ. Daher stehen die beiden letztgenannten ganz oben auf Humphreys Liste. - J.P. feiert seinen Junggesellenabschied.                                                             |           |                   |                    |                     |                                       |                |                  |
| 40 | 8         | Von Liebe und Tod | Flames of Love     | 25. Feb. 2016       | 15. Juli 2016                         | Richard Signy  | Matthew Barry    |
| Die in der Vergangenheit psychisch labile neunzehnjährige Weltreisende Sian Evans (Aimee-Ffian Edwards) erschießt sich anscheinend im unzugänglichen Waschraum einer Herberge. Humphrey zweifelt wegen des Waschbeutels und des fehlenden Handtuchs an der Selbstmordtheorie. Verdächtig sind der Herbergsbesitzer Astor Henri (Ariyon Bakare), von dem die Waffe stammt und der Sian Ecstasy schenkt; die Reisende Perrie Campbell (Maggie O’Neill), die vor ihrem Leben davongelaufen ist und in ihrer Heimat als vermisst gilt; der 21-jährige Leo Richards (Tom York), der eine kurze Affäre mit Sian hatte, mit seinem Wunsch nach einer Beziehung abblitzte und ihr trotzdem gefolgt war; und vor allem Sians Freund Griff Morgan (Owain Arthur), der von ihr am Vorabend des Mordes verlassen wurde. - Humphrey trifft mit Martha Lloyd eine alte Bekannte, zwischen den beiden funkt es. J.P. heiratet. |           |                   |                    |                     |                                       |                |                  |

## Staffel 6
Die Erstausstrahlung der sechsten Staffel war vom 5. Januar bis zum 23. Februar 2017 auf BBC One zu sehen.
Die deutschsprachige Erstausstrahlung sendete der deutsche Pay-TV-Sender FOX vom 12. Mai bis zum 30. Juni 2017.
| Nr. (ges.) | Nr. (St.) | Deutscher Titel   | Originaltitel                | Erstausstrahlung UK | Deutschsprachige Erstausstrahlung (D) | Regie          | Drehbuch         |
| --- | --------- | ----------------- | ---------------------------- | ------------------- | ------------------------------------- | -------------- | ---------------- |
| 41 | 1         | Erschütterungen   | Erupting in Murder           | 5. Jan. 2017        | 12. Mai 2017                          | Claire Winyard | Dana Fainaru     |
| Der Vulkanologe Stephen Langham (Adrian Rawlins) wird tot an einer Flanke des Mount Esmee aufgefunden. Da er mitten in der dunklen Nacht ohne Taschenlampe unterwegs war, vermutet Humphrey einen Mord. Zum Kreis der Verdächtigen gehören der Bruder des Toten, Daniel Langham (Douglas Hodge), ebenfalls Vulkanologe, drogenabhängig und in Geldnot; die Geophysikerin Victoria Baker (Natasha Little), die eine wegweisende Arbeit von Stephen unter ihrem Namen veröffentlichte; Emer Byrne (Emily Taaffe), die sich unter einer falschen Identität eine Stelle als Praktikantin am Observatorium verschaffte; und der Bürgermeister Joseph Richards (Cyril Nri), der Land in der Sperrzone um den Vulkan gekauft hat, um ein Hotel bauen zu können, und daher versucht, die Sperrzone verschieben zu können. Humphrey gelingt es, allen vier Personen eine Beteiligung am Mord nachzuweisen. |           |                   |                              |                     |                                       |                |                  |
| 42 | 2         | Über den Klippen  | The Secret of the Flame Tree | 12. Jan. 2017       | 19. Mai 2017                          | Jermain Julien | Kelly Jones      |
| Während eines Literaturfestivals kommt Esther Monroe (Kemi-Bo Jacobs) beim Sturz von einer Klippe um. Ihr Abschiedsbrief weist Ungereimtheiten auf, und so wertet es Humphrey als Mord. Als Schuldige in Frage kommen Oliver Wolf (Ramon Tikaram), den Esther wegen sexueller Belästigung anzeigen wollte, und dessen Frau Anna Wolf (Fiona Allen), die durch eine Anklage um ihren Ruf und ihre Karriere hätte fürchten müssen; Lizzie Baptiste (Caroline Lee Johnson), eine in der Nähe der Klippe wohnende Frau mit psychischen Problemen; und deren Schwester Sylvie Baptiste (Angela Wynter), die das von Lizzie verfasste Buch Flammenbaum als ihres ausgegeben hat und damit auf der Insel berühmt wurde. Doch besonders verdächtig erscheint Humphrey die Assistentin von Sylvie, Patricia Lawrence (Monica Dolan), die bei Bekanntwerden des Plagiats ihren Job und damit alles wesentliche in ihrem Leben verlieren würde. |           |                   |                              |                     |                                       |                |                  |
| 43 | 3         | Die einsame Insel | The Impossible Murder        | 19. Jan. 2017       | 26. Mai 2017                          | Claire Winyard | Alex Walker      |
| Humphrey will das letzte Wochenende mit Martha in einem Hotel auf einer Privatinsel verbringen. Doch bereits am ersten Abend wird, wie es aussieht, Charlie Taylor (Mark Powley) in seinem Zimmer erstochen. Ohne Alibi sind nur die Angestellte Ernestine Gray (Angela Bruce), die den Toten entdeckt hat; der als Bedienung und Barkeeper arbeitende Samuel Palmer (Gary Beadle), der mit 16 Jahren eine Brandstiftung beging; der Rezeptionist Irie Johnson (Kingsley Ben-Adir), dem die Polizisten Kreditkartendiebstahl nachweisen können; der Bruder des Toten, Elliot Tylor (Jason Hughes), dessen Hotel kurz vor dem Bankrott steht. Doch letztlich stellt sich der Messerstich als ein Unfall heraus, begangen durch Elliots Ehefrau Linda Taylor (Kerry Fox). Die beiden lieben sich, und daher versuchte Charlie in seinen letzten Minuten, seinen Tod als Folge eines Raubüberfalls zu tarnen, um sie zu schützen. |           |                   |                              |                     |                                       |                |                  |
| 44 | 4         | Cricket im Blut   | Stumped in Murder            | 26. Jan. 2017       | 2. Juni 2017                          | Jermain Julian | Dan Muirden      |
| Der Lehrer Jerome Martin (Treva Etienne) wird von Gus Coleman (Fraser James) erschossen auf dem Cricketplatz aufgefunden. Doch alle Personen inklusive Jeromes Frau Sabrina (Nadine Marshall), die neben dem Lehrer an die Waffe gelangen konnten, haben ein wasserdichtes Alibi. Bei dem Automechaniker Archer Browne (Michael Wildman) wird die Waffe aufgefunden. Doch Humphrey deckt einen Selbstmord auf, der durch eine auf falschen Tatsachen beruhende Erpressung durch Archer ausgelöst wurde. Denn Jeromes Sohn Torey (Kedar Williams-Sterling) verursachte den ihn selbst in den Rollstuhl bringenden Unfall durch überhöhte Geschwindigkeit, das Versäumnis seines Vaters bei der Wartung des Wagens war nicht relevant. Gus wusste von der Erpressung, vertuschte den Selbstmord und versuchte Archer zum Täter zu machen. - Martha kehrt nach London zurück und lässt den unglücklich verliebten Humphrey auf der Insel zurück. |           |                   |                              |                     |                                       |                |                  |
| 45 | 5         | Tod an Bord (1)   | Man Overboard (Part One)     | 2. Feb. 2017        | 9. Juni 2017                          | Richard Signy  | Robert Thorogood |
| Tom Lewis (John Marquez) wird mehrere Kilometer vom Ufer entfernt ermordet auf seinem Boot gefunden. Er und seine Partnerin Sophie Boyd (Amy Beth Hayes) betrieben einen finanziell eher klammen Bootsverleih, ihr Boot wurde von den drei Urlauberinnen Hema Patel (Sunetra Sarker), Rachel Baldwin (Claire Rushbrook) und Lucy Chapman (Anna Crilly) gechartert. Diese werden bald als unverdächtig eingestuft. Ein am Tatort gefundener Manschettenknopf mit dem Logo einer Investmentbank führt zu vier Angestellten dieser Bank, die jedoch bereits abgereist sind. Humphrey folgt ihnen daher mit Florence und Dwayne nach London und bekommt DI Jack Mooney (Ardal O’Hanlon) von der Metropolitan Police als Unterstützung zugeteilt. Am Morgen nach der ersten Vernehmung der Bankmanager Frank Henderson (Julian Wadham) und Martin West (Nigel Betts), des Senior Investment Analysten Dominic Green (Henry Pettigrew) und des Teamassistenten Steve Thomas (Luke Newberry) wird Frank erschossen aufgefunden. Den Polizisten hatte er zuvor eingestanden, mit dem Ermordeten bis vor zwanzig Jahren befreundet gewesen zu sein. Doch Tom verschwand nach einem Seeunfall, dem Ertrinkungstod seines achtjährigen Sohnes und der Kündigung spurlos. - Humphrey trauert Martha nach. Dwayne wiederum will seine Tante in London besuchen, findet dort jedoch seinen Vater Nelson Myers (Ram John Holder) vor, den er seit seiner Kindheit nicht mehr gesehen hatte. |           |                   |                              |                     |                                       |                |                  |
| 46 | 6         | Tod an Bord (2)   | Man Overboard (Part Two)     | 9. Feb. 2017        | 16. Juni 2017                         | Richard Signy  | Robert Thorogood |
| Humphrey und Jack sind auf der Suche nach einem Mordmotiv im Fall Frank. Seine Kollegen Martin und Dominic hätten einen starken finanziellen Grund gehabt, da sie ein geplanter Deal von Frank viel Geld gekostet hätte. Zudem stammt die Tatwaffe von Martin. Verdächtiger erscheint den Polizisten Steve Thomas, der seinen Job durch Vermittlung von Frank bekam und vor allem vom fehlenden Manschettenknopf im Büro des Opfers wusste. Klar wird Humphrey und Jack der Fall erst, als der auf Saint Marie verbliebene J.P. Tom als Vater von Steve identifiziert. Denn Steve ermordete seinen eigenen Vater, der ihn bei dem Seeunglück zwanzig Jahre zuvor nicht rettete, sondern dies nur bei seinem Bruder versuchte. Den Mord an Frank beging Steves Mutter, da Frank von Steves Rolle wusste und ihn an die Polizei verraten wollte. - Dwayne findet heraus, dass sein Vater wegen Einbrüchen für ein halbes Jahr im Gefängnis saß und seine Familie nur bei Freigängen besuchte. Als er auf freien Fuß kam, verlangte er von Dwaynes Mutter den Verkauf aller Möbel und verschwand mit der Hälfte des erlösten Geldes. Dwayne wirft ihm das vor, verzeiht ihm jedoch nicht. - Humphrey trifft Martha wieder. Sie will London nicht verlassen, und da sie sein 'Paradies' ist beschließt er, bei ihr zu bleiben. Im Gegenzug überlässt er Jack und seiner Tochter Siobhan Mooney (Grace Stone) seine Unterkunft auf Saint Marie für einen Urlaub. |           |                   |                              |                     |                                       |                |                  |
| 47 | 7         | Sankta Ursula     | In the Footsteps of a Killer | 16. Feb. 2017       | 23. Juni 2017                         | Richard Signy  | Dana Fainaru     |
| Acht Jahre nach dem Mord an der Journalistin Julie Matlock (Susannah Doyle) gibt Tyler McCarthy (John Ross Bowie) der fälschlicherweise des Verbrechens beschuldigten, doch im Gefängnis verstorbenen Nadine Hunter (Olivia Llewellyn) ein Alibi. Jack wird daher gebeten, seinen Urlaub zu unterbrechen und den Fall zu übernehmen. Nun rücken die anderen Redakteure der kleinen, familiären Redaktion in den Fokus der Ermittler. Der Redakteur Tony Garret (Jude Akuwudike) hatte zwei Tage vor dem Mord seine Kündigung eingereicht, da Julie seine Arbeitsweise nicht mochte, nach ihrem Tod blieb er. Julie verdächtigte Kai Johnson (Charles Babalola), den vorbestraften Freund ihrer Tochter Grace Matlock (Chloe Pirrie), weiter illegale Geschäfte zu tätigen. Sie wollte ihm Geld geben, damit er ihre Tochter verlässt. Auch Grace gerät kurzzeitig in Verdacht, da auf den Fotos des von Julie engagierten Privatdetektivs ihre Fingerabdrücke zu finden sind. Besondere Aufmerksamkeit widmen die Polizisten Ian Matlock (Tony Gardner), dem Mann von Julie. Er war unglücklich in der Ehe, hätte bei einer Scheidung wenig bekommen und hatte zudem zum Zeitpunkt des Mordes eine Affäre mit der später verurteilten Nadine. |           |                   |                              |                     |                                       |                |                  |
| 48 | 8         | Späte Rache       | Murder in the Polls          | 23. Feb. 2017       | 30. Juni 2017                         | Simon Delaney  | Will Fisher      |
| Der Tag der Bürgermeisterwahl ist da. Die drei Kandidaten erscheinen gleichzeitig bei Eröffnung des Wahllokals. Der aussichtsreichste Kandidat, Victor Pearce (Geoffrey Burton), wird in der Wahlkabine erstochen. Die zweite Kandidatin, Catherine Bordey, schließen die Ermittler wegen ihrer Freundschaft zu ihr als Täterin aus. Der dritte Kandidat, Peter Baxter (Nicholas Gleaves), wurde von Victor zwar zum Rücktritt von der Bewerberliste erpresst, da er Fotos von einer Affäre hatte, doch Peter konnte sich dem ohne Gewalt erwehren. Der Sohn von Victor wurde zwar kurzzeitig knapp bei Kasse gehalten, doch sein Vater gab ihm letztlich auch in der Vergangenheit immer wieder Geld, so schied er als Täter ebenfalls aus. So verbleiben die Wahlhelfer. Reverend Matthew Dawson (Dominic Coleman) hat für den Tatzeitpunkt ein Alibi, obwohl er durch die angekündigte Streichung der Waisenhauszuschüsse durch Victor ein deutliches Tatmotiv gehabt hätte. Seine Frau Judith Dawson (T'nia Miller) dagegen wollte Kinder des Waisenhauses adoptieren, was nicht mehr möglich gewesen wäre; zudem stellt sich heraus, dass sie ein uneheliches Kind von Victor ist. Die dritte Wahlhelferin, Edwina Bousquet (Cecilia Noble), wiederum wurde von ihrer ersten und einzigen Liebe Victor schwanger verlassen - Judith ist das Kind. Mit einem falschen Alibi durch ihre Tochter könnte sie den Mord begangen haben. - Nachdem Peter seine Kandidatur zurückzieht, hat Catherine die besten Chancen, als einzig verbliebene Kandidatin Bürgermeisterin zu werden. Jack entscheidet sich, in der Karibik zu bleiben. |           |                   |                              |                     |                                       |                |                  |

## Staffel 7
Die Erstausstrahlung der siebten Staffel war vom 4. Januar bis zum 22. Februar 2018 auf BBC One zu sehen. Die deutschsprachige Erstausstrahlung sendete der deutsche Pay-TV-Sender FOX vom 25. Mai bis zum 13. Juli 2018.

## Staffel 8
Die Erstausstrahlung der achten Staffel war vom 10. Januar bis zum 28. Februar 2019 auf BBC One zu sehen. Die deutschsprachige Erstausstrahlung sendete der deutsche Pay-TV-Sender FOX vom 17. Mai bis zum 5. Juli 2019.
| Nr. (ges.) | Nr. (St.) | Deutscher Titel           | Originaltitel                     | Erstausstrahlung UK | Deutschsprachige Erstausstrahlung (D) | Regie            | Drehbuch         |
| --- | --------- | ------------------------- | --------------------------------- | ------------------- | ------------------------------------- | ---------------- | ---------------- |
| 57 | 1         | Der Tote im Bus           | Murder on the Honore Express      | 10. Jan. 2019       | 17. Mai 2019                          | Stewart Svaasand | Paul Logue       |
| Der kürzlich aus dem Gefängnis entlassene Paul Raynor (Andrew Tiernan) wird am Ende einer Linienbusfahrt erstochen auf seinem Sitz aufgefunden. Im Bus saßen drei weitere Passagiere und die Busfahrerin, alle kannten das Opfer. Fiona Tait (Rebecca Front) ist die Mutter des beim von Paul ausgeführten Raubüberfalls auf ein Casino ermordeten Angestellten. Oliver Carr (Robert James-Collier) verfolgt im Auftrag des Casinos den Täter, um an die verschwundene Beute zu gelangen. Tamila Brooks (Diveen Henry) führte einen regen Briefkontakt mit dem gefangenen Paul, musste bei seiner Entlassung jedoch erkennen, dass er sich nicht für sie interessiert. So wie die Busfahrerin Butterfly Brown (Chizzy Akudolu) kamen die drei Mitreisenden nicht als Mörder in Betracht. Der Besitzer des Busunternehmens, Harold Crane (Ewen Cummins), nutzte einen unbeobachteten Moment für den Mord, da er als Mittäter das Geld an sich genommen und bereits ausgegeben hatte. - Florence Cassell stellt ihren Kollegen ihren Freund Patrice Campbell (Leemore Marrett Jr.) vor. |           |                           |                                   |                     |                                       |                  |                  |
| 58 | 2         | Tierische Rache           | The Poison Dart Gun               | 17. Jan. 2019       | 24. Mai 2019                          | Stewart Svaasand | Justin Young     |
| Die Geschwister Sheperd leiten einen Zoo auf Saint Marie. Der Leiter des Zoos, Xander Sheperd (Jonathan Kerrigan), wird mit einem Betäubungspfeil getötet. Sein Bruder, der Primatologe Dylan (Jonas Armstrong), wäre selbst gerne Leiter gewesen, vor allem aber sträubt er sich gegen den Verkauf des Tierparks. Seine Schwester, die Herpetologin Iris (Charlotte Ritchie), lebt über ihre finanziellen Möglichkeiten und verdient sich durch Tierschmugglergeschäfte in Zusammenarbeit mit Emil Delacroix (Sule Rimi) Geld hinzu. Die schwangere Ehefrau von Xander, Marina Shepherd (Shelley Conn), ist Tierärztin und Tierpsychologin und war eine extreme Tierschützerin. Sie ist nicht glücklich in der Ehe und hatte eine Affäre mit Dylan. Doch Jack hat in erster Linie einen Blick auf den Zoowärter Theo Roberts (Blake Harrison), der auf Bewährung ist und von Xander des Diebstahls bezichtigt wird. Vor allem aber verlor er viele Jahre früher seinen Bruder bei einer später vertuschten, tödlich verlaufenden Mutprobe im Zoo, die von Xander initiiert wurde. - In dieser Folge wirkt erstmals die sehr spontane und etwas überdreht wirkende Nichte von Commissioner Selwyn Patterson als Officer Ruby Patterson (Shyko Amos) mit. |           |                           |                                   |                     |                                       |                  |                  |
| 59 | 3         | Hot Spots                 | Caught Off Camera                 | 24. Jan. 2019       | 31. Mai 2019                          | Sarah O’Gorman   | James Hall       |
| Die Reisereporterin Catrina McVey (Kimberley Nixon) wird tot am Strand aufgefunden. Anfangs sieht es so aus, als wäre sie ertränkt worden. Daher gerät der verheiratete Kameramann Andy Spriggs (Navin Chowdhry) in Verdacht, der sie zuletzt lebend gesehen hat und mit dem sie zu dem Zeitpunkt flirtete. Der schnell aufbrausende Produzent der Filmcrew, Bill Calder (Ron Cook), wollte Catrina nicht aus ihrem Vertrag lassen. Die Drehbuchschreiberin Pippa Mayhew (Olivia Poulet) hatte ein Motiv, da sie die Aufgabe von McVey übernehmen wollte. Tatsächlich jedoch traf der Mordanschlag durch eine Überdosis Medikamente das Opfer nur zufällig. Der Tontechniker Terry Brownlow (Kevin Doyle) wollte eigentlich Calder töten, was er später noch nachholt. Mit dem Mord wollte er McVey, in die er heimlich verliebt war, ursprünglich aus ihrem Vertrag helfen. |           |                           |                                   |                     |                                       |                  |                  |
| 60 | 4         | Bittere Bohnen            | A Different Story                 | 31. Jan. 2019       | 7. Juni 2019                          | Sarah O’Gorman   | Tom Nash         |
| Auf seiner Kaffeeplantage wird der Eigentümer Owen Dacre (Louis Greatorex) erschossen im Pool aufgefunden. Die Indizien sprechen für seine Schwester Ciss Dacre (Anna Chancellor) als Täterin, doch die Hausangestellte Josephine Porter (Sara Powell), die gleichzeitig Ciss' Geliebte ist, kann ihr ein Alibi geben. Ciss' Sohn Benedict Dacre (Robert Portal) hätte ein Motiv, da er nun zum Erben wird. Für ein weiteres Familienmitglied, Ruth Dacre (Margaret Clunie), als Täterin kann kein Motiv gefunden werden. Owens eigene, erst kürzlich geehelichte Frau Ricki Dacre (Susy Kane) bekommt laut Ehevertrag nur eine kleine Erbschaft, scheidet daher eigentlich als Verdächtige aus. Doch immer mehr Hinweise deuten auf sie. Letztlich stellen sich diese Indizien jedoch als von Ciss gelegte falsche Fährte heraus, die ihren Bruder bereits vor dem angenommenen Todeszeitpunkt ermordete und sich so das Alibi verschaffen konnte. Sie wollte damit Owen am Verkauf der Plantage hindern und ihrem Sohn die Übernahme der Leitung ermöglichen. |           |                           |                                   |                     |                                       |                  |                  |
| 61 | 5         | Geheimnisvolle Tiefen (1) | Beyond the Shining Sea (Part One) | 7. Feb. 2019        | 14. Juni 2019                         | Jermain Julien   | Sally Abbott     |
| Bei einem traditionellen Fest soll Tiana Palmer (Nicôle Lecky) als Mama D’Mer dem Meer die Opfergaben Blumen, Brot und Rum übergeben. Die wartende Menge am Strand sieht sie an Bord ihres Schiffes sterben, sie wurde erstochen. Ihre alkoholsüchtige Adoptivmutter Louise Palmer (Indra Ové) scheidet als Täterin aus, obwohl es einen Streit zwischen den beiden gab. Auch die beste Freundin Ellen Nelly Dubois (Nneka Okoye) hätte ein Motiv, da sie illegale Schleppnetzfischerei betreibt, und Tiana das melden wollte. Es bleibt noch der spielsüchtige Wassertaxi-Unternehmer und Freund des Opfers Harrison Green (Zackary Momoh). Da er Tiana Geld stahl, wollte sie sich von ihm trennen. Harrison ist ein sehr guter Freund von Patrice Campbell, dem Bräutigam der Polizistin Florence. Diese unterschiedlichen Positionen zwischen Freundschaft und Beruf treibt langsam einen Keil zwischen das Liebespaar. Nachdem Harrison überführt wurde, belauscht Florence ungewollt ein Telefonat zwischen Patrice und einem Unbekannten. Sie folgt ihrem Freund in eine Hütte, wo sie angeschossen wird und schwer verletzt zu Boden sinkt. Es fällt ein zweiter Schuss.                                                                         |           |                           |                                   |                     |                                       |                  |                  |
| 62 | 6         | Geheimnisvolle Tiefen (2) | Beyond the Shining Sea (Part Two) | 14. Feb. 2019       | 21. Juni 2019                         | Jermain Julien   | Roger Enstone    |
| Florence wird rechtzeitig gefunden. Einen Raum weiter wird ihr Verlobter Patrice Campbell tot aufgefunden. Die Spur führt nach Rosalie Island. Auf der Insel leben drei Personen. Tatsächlich gehört die Mordwaffe dem todkranken Ewan Boyd (Alastair Mackenzie), dessen Angestellter Martin Stow (Angus Deayton) sie ihm erst kürzlich besorgt hat. Er wollte damit sein eigenes Leben beenden, wenn die Krankheit zu weit fortgeschritten ist. Seine rechte Hand Frances Compton (Saskia Reeves) erbt dann laut Testament die Hälfte des Vermögens. Als sie von Ewans unehelicher Tochter Tiana Palmer erfährt, dessen Existenz der Vater selbst nicht kennt, manipuliert sie deren Verlobten so erfolgreich, dass er seine eigene Freundin ermordet. Da Patrice ihr Geheimnis aufdecken könnte, ermordete sie ihn. Nach Klärung des Falls will Florence erst einmal Saint Marie verlassen und beendet ihre Arbeit bei der dortigen Polizei. |           |                           |                                   |                     |                                       |                  |                  |
| 63 | 7         | Sonne, Strand und Mord    | Murder on the Airwaves            | 21. Feb. 2019       | 28. Juni 2019                         | Richard Signy    | Robert Thorogood |
| Erster Auftritt von DS Madeleine Dumas (Aude Legastelois), die für die Pariser Dienststelle für interne Ermittlungen prüft, ob DI Mooney für die Verwundung von DS Cassell verantwortlich ist. - Radiomoderator und DJ-Legende Dezzie Dixon (Terence Maynard) wird während einer Live-Sendung ermordet. Das Auto des verheirateten Produktionsleiters Carlton Brown (Richard Blackwood, dessen Rollenname im Abspann fälschlicherweise mit Carlton Smith angegeben wird) wird in der Nähe des Tatorts gesehen, doch der Grund ist die Affäre mit einer anderen Frau. Bunny Hicks (Errol Trotman Harewood), ein weiterer Radiomitarbeiter, wurde von Dezzie vor Jahren um den gutbezahlten Job als Produzent gebracht, was ihm ein Motiv gäbe. Tatsächlich war es Dezzies Tochter Faith Butler (Adelle Leonce), die ihren Vater erst wenige Monate vorher kennenlernte. Bereits früher mehrerer Diebstähle überführt, spielt sie eine manipulierte aufgezeichnete Moderation ab und erschießt Dezzie aus finanziellen Gründen. |           |                           |                                   |                     |                                       |                  |                  |
| 64 | 8         | Der letzte Trumpf         | Murder Begins at Home             | 28. Feb. 2019       | 5. Juli 2019                          | Richard Signy    | James Hall       |
| Kurz vor ihrer Abreise von Saint Marie wird Madeleine Dumas in einen neuen Fall verwickelt. Am Morgen wird in der Polizeistation die Leiche des arbeitslosen Adam Renshaw (Tristan Sturrock) entdeckt, der mit Freunden einen mehrtägigen Pferderitt über die Insel unternahm. Der erste der drei Freunde, der Manager David Molyneux (Karl Theobald), wurde wegen Aggressionsausbrüchen von der Arbeit suspendiert, doch ihm fehlt das Motiv. Der zweite, der Restaurantbetreiber Jay Carver (Hari Dhillon), war vor Adam mit dessen späteren Frau liiert. Er liebt diese noch immer, doch da sich das Opfer und seine Frau scheiden lassen wollen, ist auch hier kein Tötungsgrund zu entdecken. Die Führerin der Pferdetour, Hannah Wilde (Lisa McGrillis), wird vom betrunkenen Adam in der Nacht bedrängt und beinahe missbraucht. Der dritte Teilnehmer, der Lehrer Gerald Baynes (Daniel Ryan), bekam dies mit, erdrosselte Adam und legte ihn im Ort ab. Von dort schleppte sich das Opfer noch in die Polizeistation, wo es an einem Schlaganfall verstarb. - Jacks Tochter Siobhan kommt auf die Insel, da sie von ihrem Freund betrogen wurde und seelische Unterstützung braucht.                                                            |           |                           |                                   |                     |                                       |                  |                  |

## Staffel 9
Die Erstausstrahlung der neunten Staffel war vom 9. Januar bis zum 27. Februar 2020 auf BBC One zu sehen. Die deutschsprachige Erstausstrahlung sendete der deutsche Pay-TV-Sender FOX vom 28. August bis 16. Oktober 2020. Die DVDs mit der Staffel 9 (deutsch) erschienen am 4. September 2020 (4 DVDs).
| Nr. (ges.) | Nr. (St.) | Deutscher Titel           | Originaltitel                  | Erstausstrahlung UK | Deutschsprachige Erstausstrahlung (D) | Regie            | Drehbuch                           |
| --- | --------- | ------------------------- | ------------------------------ | ------------------- | ------------------------------------- | ---------------- | ---------------------------------- |
| 65 | 1         | Doppelmord                | La Murder Le Diablé            | 9. Jan. 2020        | 28. Aug. 2020                         | Ian Barber       | James Hall                         |
| Am Silvesterabend wird Vanessa McCormack (Amanda Hale), die Frau des Unternehmers Aaron McCormack (Elliot Cowan), von einem maskierten Mann erstochen. Kurz nach Mitternacht versucht ein in gleicher Weise gekleideter Mann den Bruder von Aaron, Donald McCormack (Samuel West), zu töten. Mehrere Menschen im Umfeld hätten Motive, doch nicht für einen Doppelmord. Die Verwaltungsassistentin Tabitha Brown (Nell Hudson) ist in Aaron verliebt und hätte nun freie Bahn. Charles Crabtree (Adrian Edmondson) sollte für Vanessa Geld anlegen, veruntreute es jedoch. Die Indizien sprechen für den alkoholsüchtigen Oscar Samuel (Alex Gaumond) als Täter, dem in den jeweiligen Firmen der Brüder gekündigt wurde. Auslöser für den tatsächlichen Mord an Vanessa und den gestellten Überfall auf Donald war jedoch Aarons Sorge um sein Unternehmen, sollte sich seine Frau von ihm scheiden lassen. Er stiftete seinen Bruder Donald zum Mord an, wollte im Gegenzug dessen bankrotte Rum-Destillerie retten. Um ein gegenseitiges Alibi zu haben, inszenierten sie umgedreht den versuchten Mord. - Eine der Zeuginnen des Falls ist Anna Masani (Nina Wadia). Jack Mooney verabredet sich mit ihr. |           |                           |                                |                     |                                       |                  |                                    |
| 66 | 2         | Tod einer Künstlerin      | A Murder in Portrait           | 16. Jan. 2020       | 4. Sep. 2020                          | Ian Barber       | Tom Nash                           |
| Die Malerin Donna Harman (Louise Brealey) bricht vor ihrer Leinwand zusammen, die Ermittler können nur noch ihren Tod durch einen bei Jimmy gekauften, vergifteten Energydrink feststellen. Der Händler kann es jedoch nicht gewesen sein. Als Täterin käme ihre Kunsthändlerin Patti Grenson (Barbara Flynn) in Frage, da sie ihrer Aufgabe entbunden werden sollte. Auch ihr Geliebter Max Newman (Alexander Vlahos) gerät in Verdacht, mit dem sie eine toxische Beziehung führte. Ihr Schüler Anthony Marcus (Caleb Frederick) wiederum hätte ein Motiv, da Donna den teuren Verkauf eines gefälschten, angeblich von ihr gemalten Bildes an Terry Minto (Matt King) aufdeckt. Doch Jack konzentriert sich auf die Galeriebesitzerin Sandrine Lamore (Vivienne Acheampong), die Freundin von Anthony. Sollte Donna wie ursprünglich geplant Anthony mit nach London nehmen, würde sie ihren Freund verlieren, und zeitgleich den Künstler, der ihre Galerie am Leben erhalten könnte. - Jack Mooney kämpft mit sich, ob er für eine Beziehung mit Anna schon bereit ist. |           |                           |                                |                     |                                       |                  |                                    |
| 67 | 3         | Gegen die Uhr             | Tour De Murder                 | 23. Jan. 2020       | 11. Sep. 2020                         | Paulette Randall | Oriane Messina & Fay Rusling       |
| Der Radrennfahrer Xavier Price (Ashley Byam) wird während eines Rennens tot in einer Schlucht aufgefunden. Der untalentierte Josh Hunter (Lloyd Everitt) ist im gleichen Team, das von seinem Vater Brian Hunter (Adrian Bower) geleitet wird. Brian manipulierte die Bremsen am Rad von Xavier, doch das Opfer stürzte nicht während der Fahrt in die Schlucht, sondern wurde gestoßen. Inez Farah (Jade Anouka) gibt ihrem Verlobten und dritten Fahrer Anton Maduro (Osi Okereafor) Drogen zur Leistungssteigerung. Xavier entdeckt das und will es melden. Anton stößt ihn in der Folge bei einem Streit in die Schlucht. Zusammen mit Inez versuchen sie den Vorfall als Unfall zu vertuschen. - Anna bietet Jack an, mit ihr zu reisen. |           |                           |                                |                     |                                       |                  |                                    |
| 68 | 4         | Trügerischer Schein       | Pirates of the Murder Scene    | 30. Jan. 2020       | 18. Sep. 2020                         | Paulette Randall | Will Fisher                        |
| Die Leiche des Notars Christopher Williams (Michael Obiora) wird in einem vor Saint Marie treibenden Boot entdeckt. Sein Vater ist der Pastor Demon Williams (David Webber). Während der Ermittlungen wurden die Seitensprünge des eifer- und kontrollsüchtigen Christophers deutlich. Eine Freundin des Ehepaares, Shonelle Delport (Lorraine Burroughs), weiß von diesen Affären und versucht, Christopher davon abzuhalten. Ihr Ehemann Clarence Delport (Javone Prince) ist seit seiner Jugend in Alesha Williams (Clare Hope-Ashitey), die Frau des Opfers, verliebt. Das Drama entsteht, als Christopher die Fluchtpläne seiner Frau entdeckt, die er immer wieder schlug. In ihrer Verzweiflung versucht sie sich von einem Leuchtturm zu stürzen. Als ihr Mann sie abhalten will, stößt sie ihn über die Brüstung. Clarence versucht, den wahren Sachverhalt des Todes zu verschleiern. - Jack Mooney entscheidet sich gegen die Reise mit Anna, da er das Heimweh nach England in sich entdeckt. Er beendet daher seine Arbeit auf Saint Marie. |           |                           |                                |                     |                                       |                  |                                    |
| 69 | 5         | Die tödliche halbe Stunde | Switcharoo                     | 6. Feb. 2020        | 25. Sep. 2020                         | Richard Signy    | Robert Thorogood                   |
| Die Henderson-Gruppe plant ein Time-Sharing-Projekt auf Saint Marie. Noch vor dem ersten Spatenstich wird Tamsin Lewis (Chanel Cresswell), die Tochter des Firmeninhabers Neil Henderson (Steve Pemberton), tot in ihrer Hotel-Badewanne vorgefunden. DI Neville Parker (Ralf Little), der an sich nur den Selbstmord bestätigen sollte, geht in seinem ersten Fall auf Grund ihrer Vorbereitungen für das Zubettgehen von einem Mord aus. Tamsins Vater wird der Korruption verdächtigt. Ihre Stiefmutter Joanne Henderson (Samantha Bond) hält als ehemalige Unternehmensberaterin die Zügel der Firma fest in der Hand. So wundert es nicht, dass die beiden den Portier Jacob Roach (Anthony Adjekum) beauftragen, mit Nachdruck den Verkauf von benötigten Grundstücken zu erzwingen. Bei einem dieser Überredungsversuche starb der Hausbesitzer Devon Ambose. Den Mord an Tamsin erklärt der Vorgang jedoch nicht. Ihr eigener Ehemann und künftiger Firmenleiter Charlie Lewis (Tom Varey) hat eine Affäre mit der Hotelmanagerin Emma Taylor (Nicola Millbank). Eine Trennung würde ihn dieser Karrierechance berauben. So plant er mit seiner Geliebten den Mord. - An sich will Neville nach Abschluss des Falles die Insel wieder verlassen, darf wegen einer Venenthrombose jedoch für die nächsten Wochen nicht fliegen. |           |                           |                                |                     |                                       |                  |                                    |
| 70 | 6         | Mosquito Island           | Murder on Mosquito Island      | 13. Feb. 2020       | 2. Okt. 2020                          | Richard Signy    | Tom Nash & Kefi Chadwick           |
| Auf einer kleinen Nachbarinsel von Saint Marie wird der Überlebensführer William Arnot (Daniel Caltagirone) ermordet. Mit ihm waren nur die Mitglieder seiner aktuellen Gruppe auf dem Eiland. Die Bloggerin und Influencerin Casey Booth (Chloe Harris) hatte einen Streit mit dem Mordopfer, da sie verbotenerweise ihr Handy mit in das Überlebenscamp nahm und es sich aus den Taschen der Leiche zurückholte. Die Lehrerin Bethan Miller (Alexandra Roach) verlor ihren Bruder durch eine Entscheidung Williams. Ihr Freund David Hammond (Robert Lonsdale), der den Toten fand, verwischte daher aus Sorge um sie die Spuren am Tatort; er vermutete sie als Täterin. Malcom Simmons (Sam Troughton) wiederum setzte vor der Tat einen Notruf ab, da er von William tätlich angegangen wurde. Er verlor die Kontrolle, als er sah, wie William mit Bethan umging. - J.P. muss sich mit seiner Frau Rosi versöhnen, da er ihre Botschaft von ihrer Schwangerschaft mit Zwillingen nicht ausreichend begeistert aufnahm. |           |                           |                                |                     |                                       |                  |                                    |
| 71 | 7         | Familienangelegenheiten   | Death in the Salon             | 20. Feb. 2020       | 9. Okt. 2020                          | Jennie Darnell   | James Hall & Victoria Asare-Archer |
| In Anwesenheit ihrer Verwandtschaft wird die Friseursalonbesitzerin Eleanor Beaumont (Doña Croll) während des Trocknens ihrer Haare erstochen. Sie wurde vor Jahren Vormund ihrer nun erwachsenen Nichten Kiki Perault (Rochelle Rose) und Cynthia Perault (Kiké Brimah), da ihre Schwester Georgine Perault (Ellen Thomas) diese wegen Drogenproblemen nicht ausreichend versorgen konnte. Georgine ist wütend auf Eleanor, da diese in den Jahren ihrer Abwesenheit ihre Briefe an die Mädchen nicht weitergegeben hat. Eleanor wiederum setzte Kiki unter Druck, da sie von deren Affäre mit Cynthias Bräutigam Henri Dupré (Kadiff Kirwan) wusste. Kiki sah sich keinen anderen Weg, als ihre Tante zum Schweigen zu bringen. |           |                           |                                |                     |                                       |                  |                                    |
| 72 | 8         | Schuss ins Herz           | Now You See Him, Now You Don't | 27. Feb. 2020       | 16. Okt. 2020                         | Jennie Darnell   | James Hall                         |
| Robert Garwood (Peter de Jersey) wird am Strand von seiner blinden Frau Olivia Reeves (Frances Tomelty) erschossen. Glaubhaft bezeugen kann dies der Fischer Finlay Gerard (Jonathan Livingstone). Olivias Freundin, die Taxifahrerin Precious Abellard (Andi Osho), besorgte ihr die Waffe. Doch der Revolver stimmt nicht mit den Rillen des Projektils überein. Robert provozierte seine Frau so sehr, dass sie auf ihn mit einer nur mit einer Platzpatrone gefüllten Waffe schoss. Sie käme ins Gefängnis, und er hätte ihr Geld, so sein Plan. Mit einer zweiten Waffe sollte sein aus einer früheren Beziehung stammende Sohn Archie Garwood (Ukweli Roach) ihn leicht verwunden, doch dieser tötet seinen grausamen, egoistischen Vater. - J.P. legt erfolgreich die Prüfung zum Sergeant ab. - Neville dürfte aus gesundheitlicher Sicht zurück nach London, will jedoch sein Leben ändern und bleibt als Inspektor auf der Insel. |           |                           |                                |                     |                                       |                  |                                    |

## Staffel 10
Die Erstausstrahlung der zehnten Staffel war vom 7. Januar bis zum 18. Februar 2021 auf BBC One zu sehen. Die deutschsprachige Erstveröffentlichung fand am 1. Juni 2022 auf Disney+ statt. Das Weihnachtsspecial erschien am 8. Oktober 2022.
| Nr. (ges.) | Nr. (St.) | Deutscher Titel          | Originaltitel         | Erstausstrahlung UK | Deutschsprachige Erstveröffentlichung (D) | Regie         | Drehbuch                 |
| --- | --------- | ------------------------ | --------------------- | ------------------- | ----------------------------------------- | ------------- | ------------------------ |
| 73 | 1         | Der Doppelgänger         | Pilot of the Airwaves | 7. Jan. 2021        | 1. Juni 2022                              | Richard Signy | Justin Young             |
| Die Fernsehreporterin Melanie Sharpe (Eleanor Fanyinka) wird kurz vor der Veröffentlichung eines Enthüllungsbeitrags über Garfield Tourné (Patrick Robinson), den bekanntesten Moderator des Insel-Fernsehsenders, erwürgt in ihrem Pool gefunden. Parker muss, da DS Dumas nach Paris zurückgekehrt ist und Officer Patterson sie begleitet, vorerst nur mit Unterstützung von Sergeant Hooper und dem Commissioner ermitteln. Aufgrund eines abgerissenen Hemdknopfes glaubt er, dass Tourné der Täter sein könnte. Der war aber zur vermuteten Tatzeit live auf Sendung. Doch auch die Ratsvorsitzende, die entgegen ihrer Aussage vergiftete Rohrleitungen nicht austauschen ließ, und Tournés ebenfalls beim Sender beschäftigte Tochter Hélène (Shalisha James-Davis), Melanies Freundin, die sehr viel für den Erhalt ihres Wohlstands täte, werden verdächtigt. Unterstützung bei der Ermittlung bekommt Parker von der nach ihrer Auszeit zurückkehrenden DS Cassell. Es stellt sich heraus, dass Tourné tatsächlich der Mörder ist, und die Leiche zur Verschleierung des Todeszeitpunkts in der Sauna „zwischengelagert“ hat. Seine Tochter hatte für den vor dem Tor wartenden Senderlaufburschen Benny Morgan (Ike Bennett) die vom Joggen zurückkehrende Ermordete gespielt und die Leiche in den Pool gezerrt. Ihr Alibi war ihr angeblicher Livebericht aus einer anderen Ecke der Insel, der aber am Vortag aufgezeichnet worden war – was Parker anhand nur vormittags geöffneter Blüten im Hintergrund erkennt. Während der ganzen Folge glaubt Parker, im Polizeirevier am Sick-Building-Syndrom zu leiden, bis Cassell herausfindet, dass nachts eine Katze Parkers Stuhl zum Schlafen nutzt und daher seine Katzenallergie auslöst. - Weitere Gastrollen: Serge Hazanavicius als Henri Pigal und Franc Ashman als Elmina Blondeau. |           |                          |                       |                     |                                           |               |                          |
| 74 | 2         | Tod des Professors       | Steamy Confessions    | 14. Jan. 2021       | 1. Juni 2022                              | Richard Signy | Emma Goodwin             |
| Der Archäologieprofessor Roger Harkness (Richard McCabe) wird mit Arsen vergiftet während einer Grabungskampagne. Die stellvertretende Leiterin der Ausgrabung, Rebecca Morley (Bryony Hannah), gesteht schnell, dass sie den Professor mit ausgekochten alten Fliegenfängern leicht zu vergiften sucht, um dann am „richtigen“ Ort zu graben. Im Labor stellt sich aber heraus, dass die Fliegenfänger gar kein Gift mehr enthielten... Daher bleibt die Frage, wie das Gift eingenommen wurde. Weitere potenzielle Verdächtige sind der dritte Grabungsteilnehmer Ed Lancer (Luke Pasqualino) sowie die Landeigentümerin Alice Joyce (Golda Rosheuvel) und deren Sohn Julius (Jim Caesar), die beide die Grabung ablehnen. Der Sohn vermutet fälschlicherweise, seine Mutter habe nahe der Grabung den Leichnam seines Vaters vergraben – tatsächlich ist dieser aber noch am Leben. Parker kommt schließlich auf den Brillenbügel als weiteres, möglicherweise vergiftetes Objekt, der aber ebenfalls giftfrei ist. Erst als er erkennt, dass sich der Professor stark absicherte und daher vieles doppelt besaß, wird die zweite Brille gesucht – und mit Arsen am Bügel gefunden. Mörder ist der dritte Grabungsteilnehmer, der gefundene Artefakte zum Wohle des eigenen Geldbeutels veräußerte statt in die Fundsammlung aufzunehmen, was dem Professor auf- und missfiel. Zur Verstärkung des Polizeiteams hat der Commissioner ein neues Rekrutierungsprogramm aufgelegt, als dessen Ergebnis der Kleinkriminelle Marlon Pryce (Tahj Miles) als Nachwuchs-Officer anfängt. Und Parker gewinnt den Sonderpreis der Jury beim Insel-Krabbenkochwettbewerb. |           |                          |                       |                     |                                           |               |                          |
| 75 | 3         | In Luft aufgelöst        | Lucky in Love         | 21. Jan. 2021       | 1. Juni 2022                              | Chris Foggin  | James Hall & Helen Black |
| Cherry Jackson (Laura Aikman), Millionengewinnerin in einer Lotterie, wird von Danielle Mackenzie (Faye McKeever), einer sie besuchenden Freundin, scheinbar stranguliert, in ihrem Garten aufgefunden. Während Danielle die Polizei anruft, wird sie selbst durch einen Eindringling bewusstlos geschlagen. Als Hooper zusammen mit Craig (Jason Manford), Danielles Ehemann, eintrifft, ist die Leiche verschwunden. Parker verdächtigt Gavin (Kelvin Fletcher), den Ehemann des Opfers, dem aber seine schwangere Geliebte Melea Lewis (Hollie Edwin) ein Alibi liefert. Als später Cherrys Leiche im Meer gefunden wird, wundert sich Parker über ein Stoffband in ihrer Tasche. Es stellt sich heraus, dass sich Cheryl die Strangulationshinweise selbst aufgeschminkt und mit dem Stoffband ihren Arm abgebunden hatte, um einen fühlbaren Puls zu verhindern. Sie war es auch gewesen, die ihre Freundin niedergeschlagen hatte und dann auf ein Boot geflüchtet war. Cherrys Plan war es, durch ihre vorgetäuschte Ermordung ihr bisheriges Leben hinter sich zu lassen und (allein) neu zu beginnen. Danielle hatte Cherry zufällig auf dem Boot gesehen, zur Rede gestellt und, enttäuscht von ihrem erneuten Vertrauensbruch, getötet. Parallel zur Handlung rechnen Sergeant Hooper und seine Frau (Prisca Bakare) täglich mit der Geburt ihrer Zwillinge, die bereits eine Woche überfällig sind, zudem ist auch der Jahrestag des Todes von Cassells Verlobten. |           |                          |                       |                     |                                           |               |                          |
| 76 | 4         | Tödliche Nachtschicht    | Chain Reaction        | 28. Jan. 2021       | 1. Juni 2022                              | Chris Foggin  | Dan Muirden              |
| Neville Parker wird mit einem entzündeten Insektenstich im Krankenhaus eingeliefert. Dort wird er Zeuge am auf den ersten Blick Selbstmord der Krankenschwester Dena Johnson (Gbemisola Ikumelo). Der Inspektor vermutet einen Mord. Chefarzt Dr. Joshua Dreyfuss (Clarence Smith) hätte einen Grund gehabt, da ihn Dena nach seiner Affäre mit einer Auszubildenden erpresste. Ihr Bruder, der Krankenpfleger Taylor Johnson (Idris Debrand) und dessen Ex-Freundin Aneesha Cole (Danielle Vitalis) werden durchleuchtet, da Dena Grund für das Ende der Beziehung der beiden war. Der Mitpatient Freddie Archer (Steve Edge) ist nicht im Kreis der Verdächtigen. Anders ist es mit der todkranken Lulu Deloitte (Flo Wilson). Sie hört zufällig mit, wie Dena ihren Tod plant, und vertauscht daraufhin das tödliche Getränk. Statt Lulu stirbt die Attentäterin Dena. |           |                          |                       |                     |                                           |               |                          |
| 77 | 5         | Die Gabe des Teufels (1) | Music To My Ears      | 4. Feb. 2021        | 1. Juni 2022                              | Jordan Hogg   | James Hall               |
| Dieser Kriminalfall wird in zwei Folgen erzählt. Der Konzertpianist Pasha Verdinikov (Adrian Schiller) wird in seinem Übungsraum erschossen. Sein Sohn Joseph Verdinikov (Sam Retford) hätte ein Motiv gehabt, da ihm von seinem Vater nach dem abgebrochenen Musikstudium der Geldhahn zugedreht wurde. Die Haushälterin Maggie O’Connell (Niamh Cusack) kann ausgeschlossen werden. Der Gärtner Delford Adams (Luke Bailey) hat zwar eine kriminelle Vergangenheit, doch lässt sich bei ihm kein Motiv erkennen. Denn alle Spuren führen zu dem vor zwanzig Jahren bei einem Verkehrsunfall umgekommenen Aidan Shawcross. Pashas Ehefrau Grace Verdinikov (Lia Williams) hatte damals eine Affäre mit ihm. Als die Ermittler der Wahrheit näher kommen, entgeht Catherine Bordey nur knapp einem Mordanschlag, da sie etwas über den Täter wissen könnte. Daraufhin kehrt Camille Bordey auf die Insel zurück, um sich um ihre Mutter zu kümmern. - Florence fliegt für Recherchen nach London. Neville lässt Anzeichen erkennen, sich in seine Kollegin verliebt zu haben. |           |                          |                       |                     |                                           |               |                          |
| 78 | 6         | Die Gabe des Teufels (2) | Fake or Fortune       | 5. Feb. 2021        | 1. Juni 2022                              | Jordan Hogg   | James Hall               |
| Fortsetzung der vorigen Folge. Die Ermittler entdecken den im Koma befindlichen Aidan Shawcross in einem Hospiz. Sie versuchen herauszufinden, wer statt ihm vor zwanzig Jahren bei dem Unfall umkam. Doch die Unterlagen des Falls wurden vom Archivar Godrell James (Delroy Atkinson) vernichtet. Daher muss die Leiche im Grab exhumiert werden. Das Opfer ist der Vater vom Gärtner der Verdinikovs. Als Delford Adams die Wahrheit erkannte, plante er als Rache für den Mord an seinem Vater den Tod von Pasha Verdinikov. - In einer Szene am Strand wird Camille in einer Vision mit Richard Poole von ihm getröstet. |           |                          |                       |                     |                                           |               |                          |
| 79 | 7         | Mitten ins Herz          | Somewhere in Time     | 12. Feb. 2021       | 1. Juni 2022                              | Toby Frow     | Tom Nash                 |
| Auf dem Boot von Skip Marsden (Sean Gilder) feiern aus der gehobenen Klasse stammende Engländer den Junggesellenabschied von Hugo Pickford (Hugh Coles). Als am nächsten Morgen der Kapitän mit einer Harpune ermordet an einem Strand aufgefunden wird, werden die vier Freunde zu den Hauptverdächtigen. Jamie Santisuk (Colin Ryan) als Besitzer eines bankrotten Nachtklubs könnte das Geld brauchen, das sich durch die von Skip geschmuggelten Drogen erzielen ließe. Hier gerät die Drogenhändler Pamela Bellman (Kellie Shirley) ebenfalls in Verdacht, doch beide können entlastet werden. Beim Trauzeugen Ollie Gordon (Buom Tihngang) finden sich keine Motive. Da der Bräutigam Hugo von Skip wegen eines Seitensprungs erpresst wird, könnte das den ihm schließlich nachgewiesenen Schuss aus der Harpune erklären. Tatsächlich jedoch wurde der trotz der schweren Verletzung noch lebende Skip vom unscheinbarsten Mitglied der Runde, dem Anwalt Finlay McEwan (Lewis Reeves), mit einem Kissen erstickt, da er sich in seiner Freundschaft zu Hugo dazu verpflichtet fühlte. - J.P. bekommt das Angebot, die Leitung eines neuen Polizeiausbildungsprogramms zu übernehmen, wofür er die Insel jedoch verlassen müsste. |           |                          |                       |                     |                                           |               |                          |
| 80 | 8         | Vergessen                | I'll Never Let You Go | 18. Feb. 2021       | 1. Juni 2022                              | Toby Frow     | Julie Dixon              |
| Der eher zurückhaltende Emmet Peterson (Wil Johnson) erscheint blutverschmiert und mit einer Waffe in der Hand auf der Polizeistation. Trotz seines Gedächtnisverlustes deutet alles darauf hin, dass er seine langjährige Freundin Gardenia Harborne (Karen Bryson) erschossen hat. Dennoch suchen die Ermittler nach anderen Gründen. Bei ihrem Mann Patrick Harborne (Justin Edwards) gibt es keine Auffälligkeiten. Verdächtiger erscheint ein früherer Angestellter, Tarone Vincent (Kiell Smith-Bynoe), der Gardenia wegen ihrer Rolle beim Tod ihres vierjährigen Sohnes erpresst. Gardenias Tochter Cassie Harborne (Ayoola Smart) erfährt erstmals von dieser Schuld, bedroht ihre Mutter auch mit der Tatwaffe, doch ihr Gewissen lässt sie nicht abdrücken. Als Emmet Gardenia allein mit dem Revolver auffindet, kann er sie nicht mehr vom Selbstmord abhalten. Er stürzt auf den Hinterkopf, was zu seinen Erinnerungslücken führt. - J.P. nimmt die neue Stelle an und verlässt daher die Insel. Durch eine Lüge stellt er sich vorher als denjenigen hin, der einen Tatverdächtigen geohrfeigt hat. Er verhindert damit, dass sein eigentlich schuldiger Kollege Marlon Pryce den Job verliert. - Ein ehemaliger Schulfreund von Florence bittet sie um ein Date. Neville kommt daher in Zugzwang und fährt zum Haus seiner Kollegin. In der letzten Szene sieht man den zögernden Neville vor Florence stehen, erfährt jedoch nicht mehr, ob er ihr seine Zuneigung gesteht oder nicht. |           |                          |                       |                     |                                           |               |                          |

## Staffel 11
Die Erstausstrahlung der elften Staffel erfolgte vom 7. Januar bis zum 25. Februar 2022 auf BBC One. Am 28. September 2022 ist die deutsche Fassung auf Disney+ erschienen, in der das Weihnachtsspecial 2021 (Zweiteiler) als Folge 1 und 2 erscheint.
| Nr. (ges.) | Nr. (St.) | Deutscher Titel          | Originaltitel                                 | Erstausstrahlung UK | Deutschsprachige Erstveröffentlichung (D) | Regie           | Drehbuch                        |
| --- | --------- | ------------------------ | --------------------------------------------- | ------------------- | ----------------------------------------- | --------------- | ------------------------------- |
| 81 | —         | Weihnachten unter Palmen | Christmas Special 2021: Christmas in Paradise | 26. Dez. 2021       | 8. Okt. 2022                              | Ben Kellett     | James Hall und Robert Thorogood |
| Der Reeder Philip Carlton (Anthony Calf) wird bei seiner vorweihnachtlichen Party erschossen am Strand aufgefunden. Es sieht nach Selbstmord aus, doch die Leiche wurde bewegt. Als beim Londoner Taxifahrer Colin Babcock (Mathew Baynton) eine Weihnachtskarte eintrifft, auf der als einziger Inhalt der Mord an Philip Carlton erwähnt wird, werden die Ermittler aktiv. Sie finden die Privatdetektivin Zelda Moncrief (Jocelyn Jee Esien), die Philip die Tatwaffe besorgt hat. Seine zweite Frau Bliss Monroe (Elizabeth Tan) führt eine Beziehung mit Rufus Adler (Tariq Jordan), was ein Motiv sein könnte. Auf der Weihnachtskarte finden sich die Fingerabdrücke von Philips Sekretär Bruce Garrett (Stanley Townsend), was ihn verdächtig erscheinen lässt. Auch Philips Ex-Frau Natasha Carlton (Juliet Stevenson) und die gemeinsame Tochter Marigold Carlton (Tessa Bonham Jones) stehen auf der Liste der möglichen Täter, da beide Ehefrauen und die Tochter die Erben des großen Vermögens sind. Colin könnte als vierter Erbe in Frage kommen, da Natasha vierzig Jahre zuvor ein gemeinsames Kind mit Philip zur Adoption freigegeben hatte. Doch die DNA stimmt nicht mit der von Philip überein. Tatsächlich jedoch wurde der echte Philip vor vierzig Jahren von Natasha und ihrem Freund ermordet, um an den Besitz zu kommen, Colin ist damit der einzig echte Erbe. Der falsche Philip litt seitdem an der Schuld und brachte sich daher selbst um. - Neville hatte Florence am Ende der zehnten Staffel seine Zuneigung nicht gestanden. Diese ist während dieses Falls bei ihrer Familie, und Neville gesteht ihr per Videotelefonie seine Gefühle. Da das Bild eingefroren ist vermutet er, sie habe es nicht gehört. Doch der Ton kam an, und wie Florence Catherine sagt, weiß sie noch nicht, wie sie darauf reagieren soll. - Beim Fall unterstützt der auf die Insel zurückgekehrte pensionierte Polizist Dwayne Myers die Ermittlungen. |           |                          |                                               |                     |                                           |                 |                                 |
| 82 | 1         | Die Entführung           | Last Call to Honoré                           | 7. Jan. 2022        | 28. Sep. 2022                             | Jennie Paddon   | Robert Thorogood                |
| Clarissa Taylor (Karise Yansen) wurde entführt. Ihre Eltern Gabriel (Jake Fairbrother) und Mia (Petra Letang) zahlen das Lösegeld und die Entführte kommt frei, doch ihr Vater wird nach der Übergabe erstochen aufgefunden. Mia, die er vor zwanzig Jahren aus dem Drogenmilieu gerettet hatte, gerät in Verdacht, da er ihr wegen ihrer verheimlichten Medikamentenabhängigkeit mit der Trennung und dem Kontaktverbot zur Tochter drohte. Auch ihr früherer Dealer, der gerade aus dem Gefängnis entlassene Otis Benjamin (Marcus Onilude), könnte es gewesen sein, da er wegen Gabriel verurteilt und bei ihm die Tatwaffe gefunden wurde. Doch er kann dies plausibel erklären. Die Ermittler entdecken, dass die Entführung von Clarissa und ihrem Freund Jason Clarke (Aron Julius) vorgetäuscht wurde, um mit dem Geld ein gemeinsames Leben in den USA zu beginnen. Als Gabriel diese Tatsache am Übergabeort entdeckt, wird er von seiner Tochter ohne das Wissen von Jason erstochen. - Der unschuldige Otis muss wegen Verletzung seiner Bewährungsauflage zurück nach Jamaika und wird wenig später an einem Strand erschossen aufgefunden. - Erster Einsatz von Sergeant Naomi Thomas (Shantol Jackson). - Florence sagt Neville, dass er für sie sehr wichtig ist, sie aber nur eine Freundschaft mit ihm möchte. |           |                          |                                               |                     |                                           |                 |                                 |
| 83 | 2         | Rückschwung              | A Double Bogey                                | 14. Jan. 2022       | 28. Sep. 2022                             | Jennie Paddon   | Kevin Rundle und James Hall     |
| Das Ehepaar Connor (Jason Done) und Holly Faircroft (Tamzin Outhwaite) besitzt einen Golfclub auf Saint Marie. Kurz nach seiner Ankunft auf der Insel wird Connors Bruder Bradley (Simon Lenagan) mit einem Golfschläger ermordet aufgefunden. Alle Indizien lassen den Golfplatzbesitzer als Täter erscheinen, angefangen mit einem Streit zwischen den beiden Brüder, den die Clubvorsitzende Desreta King (Faith Alabi) belauscht. Die Beobachtung einer Affäre von Holly und Bradley durch den Sohn der Clubinhaber, Jake (Oscar Morgan), lässt den Fall in einem anderen Licht erscheinen. Tatsächlich versuchten die beiden Liebenden durch falsche Spuren Connor ins Gefängnis zu bringen, um ihn aus dem Weg zu haben. Um es glaubwürdig erscheinen zu lassen, schlug Holly ihren Liebhaber mit dem Golfschläger bewusstlos. Doch Connor nutzte die Gelegenheit, um seinen besinnungslosen Bruder zu töten. - Florence wird am Ende der Folge vom Commissioner der Vorschlag unterbreitet, die Familie Priestley zu unterwandern, um den Mord an Otis aufzuklären. |           |                          |                                               |                     |                                           |                 |                                 |
| 84 | 3         | Freier Fall              | Death in Flight                               | 21. Jan. 2022       | 28. Sep. 2022                             | Leon Lopez      | Ian Jarvis                      |
| Angestellte der Firma Body Base unternehmen eine Teamreise nach Saint Marie. Nach einem Fallschirmsprung wird Firmengründer Zach Ogilvy (Akshay Kumar) erstochen im Astwerk eines Baumes aufgefunden. Die Ermittler decken mehrere mögliche Motive bei seinen Kollegen auf. Der vorbestrafte Laurence Terry (Andrew Leung) neigt zur Aggression, schlug jedoch eine Therapie aus. Chad Burinsky (Ben Starr) steckte hinter dem Vorhaben, seinen Freund Zach aus der Firma auszuschließen. Die verheiratete Katie Kellar (Lucy Griffiths) hatte eine Affäre mit dem Opfer und wollte diese beenden, er jedoch nicht. Bei Alessa Park (Jessica Clark) dagegen finden sich keine Hinweise auf ein Mordmotiv. Die Ermittler entdecken, dass sich Katie für einen Autounfall interessiert, bei dem ein früherer Angestellter umgekommen ist. Dessen Vater Chris Darlow (William Gaminara) ist Pilot des Flugzeugs, aus dem Zach gesprungen ist. Chris kann des Mordes überführt werden. |           |                          |                                               |                     |                                           |                 |                                 |
| 85 | 4         | Undercover               | Undercover and Out                            | 28. Jan. 2022       | 28. Sep. 2022                             | Leon Lopez      | James Hall und Robert Thorogood |
| Florence ist unter dem Vornamen Céleste undercover bei den Priestleys als Au-pair tätig, um den Mord an Otis Benjamin aufzuklären. Überraschend machen sich die in Drogengeschäfte verwickelte Miranda Priestley (Viktoria Ekanoye) und ihre Schwester Corine Priestley (Naana Agyei-Ampadu) in Begleitung ihres Leibwächters Liam Calder (Mark Ebulué) auf den Weg nach St. Marie. Angeblich will sie dem Farmer Harley Joseph (Ben Onwukwe) den Betrieb abkaufen. Noch in der Nacht der Ankunft wird der Landwirt in seinem abgeschlossenen Büro erschossen. Florence beobachtet, wie Miranda in einer nicht weit entfernten Hütte nach etwas sucht. Wie die Undercover-Agentin herausfindet, wohnte darin früher die Tante von Otis, die beobachtete, wie Miranda ihre eigene Mutter umbrachte. Es existiert eine Tonaufzeichnung als Beweis, mit der Harley die Mörderin erpressen wollte, und weswegen er sterben musste. Miranda enttarnt Florence und will sie töten, doch die Polizistin kann sie festnehmen. - Da das Leben von Florence trotz Beendigung ihrer Undercover-Tätigkeit gefährdet ist, verlässt sie die Insel dauerhaft, zudem ihr Saint Marie nach dem Jahre zurückliegenden Tod ihres Freundes Patrice Campbell immer noch fremd ist. |           |                          |                                               |                     |                                           |                 |                                 |
| 86 | 5         | Flüchtiger Ruhm          | Painkiller Thriller                           | 4. Feb. 2022        | 28. Sep. 2022                             | Toby Frow       | Asher Pirie und James Hall      |
| Die Sängerin Ayana Jelani (Olivia D’Lima) stirbt während ihres Aufenthalts in einer Entzugsklinik an Anaphylaxie. Der Klinikleiter Dr. Mark Fuller (Keir Charles) beschuldigt die bereits aus der siebten Staffel bekannte, nun als Krankenpflegerin arbeitende Darlene Curtis, das tödliche Aspirin verabreicht zu haben. Doch der Commissioner vertraut ihr. Vor Ayanas Unterkunft wird der Paparazzo Gerry Wigsworth (Nicholas Asbury) aufgegriffen, der im Auftrag der Mutter und Managerin des Opfers für mehr Publicity sorgen sollte. Wie sich herausstellt, kündigte die Tochter ihrer Mutter Sandra White (Camille Coduri) den Managerposten, worauf diese fürchtete, künftig wieder mittellos zu sein. Auf eine andere Spur führt der Hinweis des Mitpatienten Evann Parry (Jack Parry-Jones), Ayana habe von der ebenfalls erkrankten Ariel Fanshaw (Leo Hatton) ein Medikament bekommen. In den Kapseln sollte sich nur Magnesium befinden. Dieses wurde jedoch von Mark Fuller gegen das Aspirin getauscht und der lebensrettende Epipen versteckt. Er hatte vor Jahren eine Affäre mit der jungen Sängerin und kam nie darüber hinweg. So lockte er sie nach Saint Marie, doch sie wollte ein neues Leben mit Evann beginnen, nicht mit ihm. Daher brachte er sie um. - Auf Marlons Vorschlag hin wird Naomi Nachfolgerin von Florence. Naomis Stelle wiederum wird von Darlene Curtis besetzt, allerdings in ziviler Position. - Nevilles Schwester Izzy Parker (Kate O’Flynn) taucht überraschend auf der Insel auf und wirbelt sein ruhiges Leben durcheinander. Ihr Freund hatte ihr einen Hochzeitsantrag gemacht, doch an Heirat mag sie nicht denken. |           |                          |                                               |                     |                                           |                 |                                 |
| 87 | 6         | Verwaschene Spuren       | Phone-In Murder                               | 11. Feb. 2022       | 28. Sep. 2022                             | Toby Frow       | Emma Goodwin                    |
| Orla Mills (Eileen Walsh) kommt mit ihrer Tochter Astrid (Isabelle Connolly) nach Saint Marie, um die Asche ihres ermordeten Mannes im Meer zu verstreuen. Mit dabei ist das befreundete Ehepaar Eve (Aislín McGuckin) und Callum Wilding (Owen McDonnell). Am Abend nach der Zeremonie ruft Eve bei der Polizei an, um einen Mord zu melden, doch bei der Ankunft der Polizei wird sie im Pool treibend vorgefunden. Es gelingt, sie wiederzubeleben, doch sie liegt im Koma. Wie sich herausstellt, entstammt Orlas Tochter Astrid einer Affäre mit Callum. Am Tag, als das aufkam, starb Orlas Mann, doch der Täter wurde nicht gefunden. Scheinbar unabhängig davon scheint der Fall um den Einbruch von Cornelius StBrice (Nicholas Bailey) bei seinem Hochzeitsausstatter Benny, durch den er an seine Hochzeits-Tischdekoration kommen möchte. In der Folge finden die Ermittler die Leiche des Geschäftsmanns im Meer treibend. Auf der Rückfahrt von der Asche-Ausstreuung fuhr Eve Benny an. Orla überredete sie, den bewusstlosen Mann ins Meer zu werfen, wodurch er umkam. Eve wollte das später melden, wurde von ihrer Freundin daraufhin kurzzeitig gewürgt. Als späte Folge davon verlor sie das Bewusstsein und stürzte in den Pool, kurz nachdem sie die Polizei verständigte hatte. Orla wird daher wegen Mordes an Benny und an ihrem Mann festgenommen. - Neville schenkt seiner seit einer Woche auf der Insel befindlichen Schwester Izzy ein Flugticket in die Heimat, um sie wieder loszuwerden. Daher erzählt sie ihm, vermutlich schwanger zu sein. Als ihr Schwangerschaftstest positiv ist, verschwindet sie mit Abschiedsbrief und unbekanntem Ziel. |           |                          |                                               |                     |                                           |                 |                                 |
| 88 | 7         | Licht im Dunkeln         | Murdering Lyrical                             | 18. Feb. 2022       | 28. Sep. 2022                             | Ruth Carney     | Tom Nash                        |
| Für drei Musiker könnte der Konzertbesuch des Agenten einer Plattenfirma den großen Durchbruch bedeuten. Doch während einer Tonprobe wird einer dieser Musiker, der Reggae-Rapper Trenton Isaac (Kwami Odoom), während eines Lichtausfalls erschossen. Er selbst heuerte die Kleinkriminelle Layla Carpenter (Ruby-May Martinwood) an, um einen Schuss mit einer Platzpatrone auszulösen. Damit wollte er seinen Konkurrenten Deshawn Lyons (Malcolm Atobrah) ängstigen und dazu bringen, seine Teilnahme abzusagen. Eine andere Spur sind die Affären von Trenton, die ein Motiv für seine Verlobte Jadesola Okoro (Jessye Romeo) gewesen sein könnten. Doch auch sein Manager Ajay Tucker (Riaze Foster) ist verdächtig, da er kurz vorher eine Auseinandersetzung mit ihm hatte. Es ging um schlüpfrige Fotos von Ajays Stiefschwester Erica Williams (Harmony Rose-Bremner). Er drohte mit der Veröffentlichung, sollte sie einen Vertrag unterschreiben, da der Platten-Agent eigentlich wegen ihres musikalischen Talents kam. Damit er ihre Karriere nicht verhindern kann, erschoss sie ihn. - Neville sucht zusammen mit Catherine seine Schwester Izzy auf. Anfangs will sie ihr Kind auf der Insel bekommen, entscheidet sich jedoch am Ende für die Rückkehr nach England und die Annahme des Hochzeitsantrags ihres Lebensgefährten. |           |                          |                                               |                     |                                           |                 |                                 |
| 89 | 8         | Spiel der Könige         | Death of a Pawn                               | 25. Feb. 2022       | 28. Sep. 2022                             | Jillian Mannion | James Hall                      |
| Bei seinem Comeback nach dreißig Jahren stirbt der Spieler Julius Rotfeld (David Sibley) während eines auch online übertragenen Schachspiels. Ursache ist ein Kontaktgift an einer seiner Schachfiguren. Der Schiedsrichter Grigory Markoff (Simon Paisley Day) hatte das Schachspiel sicher aufbewahrt, dennoch schließen ihn die Ermittler als Täter aus. Am Morgen vor der Partie wurde das Opfer von der Journalistin Maggie Harper (Orla Brady) interviewt. Im Gespärch ist vom Jahrzehnte zurückliegenden Tod des sowjetischen Regimekritikers Ilja Petrov die Rede. Ein Hinweis des Schachgegners Lucas Magnussen (Anders Hayward) auf ein zufällig mitgehörtes Telefon-Streitgespräch von Julius führt Neville auf die richtige Spur. Am anderen Ende der Leitung war Maurice Holburne (Paul Bown), der dem Opfer die Schuld am Tod seines Liebhabers Ilja gibt, und der daher aus später Rache den Mordanschlag beging. - Commissioner Selwyn Patterson begegnet mit Maggie Harper seiner Ex-Frau. Sie gesteht ihm, bei ihrer Trennung schwanger gewesen zu sein, und zeigt ihm ein Bild der gemeinsamen, bereits erwachsenen Tochter. - Neville meldet sich mit Unterstützung seiner Kollegen bei einem Dating-Portal an. |           |                          |                                               |                     |                                           |                 |                                 |

## Staffel 12
Die Erstausstrahlung der zwölften Staffel erfolgte vom 6. Januar bis zum 24. Februar 2023 auf BBC One. Die gesamte Staffel wurde am 11. Oktober 2023 auf Disney+ veröffentlicht plus dem
Weihnachtsspecial 2022 (Zweiteiler) am 24. Dezember 2023.
| Nr. (ges.) | Nr. (St.) | Deutscher Titel     | Originaltitel                           | Erstausstrahlung UK | Deutschsprachige Erstveröffentlichung (D) | Regie                     | Drehbuch                   |
| --- | --------- | ------------------- | --------------------------------------- | ------------------- | ----------------------------------------- | ------------------------- | -------------------------- |
| 90 | —         | Der Weihnachtsgeist | Christmas Special 2022: The Death Ghost | 26. Dez. 2022       | 24. Dez. 2023                             | Ruth Carney               | James Hall                 |
| In der Weihnachtsnacht des Jahres 1977 verschwand das Kind Linus Peters spurlos. Der noch junge Polizist Selwyn Patterson versprach Marven, seinen Zwillingsbruder Linus zu finden, konnte das Versprechen jedoch nicht einlösen. Es wurde nur ein Schuh des Buben im Sumpf gefunden, der Fall blieb ungeklärt. Über 40 Jahre später will die Truecrime-Podcasterin Jennifer Langan (Siobhán McSweeney) in der Vorweihnachtszeit einen Beitrag über den Vermisstenfall erstellen. Um Mitternacht betritt sie den Sumpf und wird dort am folgenden Tag erschossen aufgefunden. Der Flachmann, den sie immer bei sich trug, war verschwunden. Laut dem Medium Danny Sheridan (Les Dennis) suchte die Ermordete im Sumpf nach dem Geist von Linus. Marvin Peters (Hakeem Kae-Kazim) ist noch immer gezeichnet vom Tod seines Bruders. Er entwickelte eine dissoziative Identitätsstörung - zeitweise hält er sich für Linus. Von ihm ist auch die Mordwaffe. Wie die Ermittler herausfinden, stachelte ihn seine beste Freundin Rakesha Lorde (Jo Martin) an, auf Jennifer zu schießen. Da die Podcasterin behauptete, der echte Linus würde noch leben, entwickelte Rakesha eine existenzielle Angst um ihre Freundschaft zu Marven. Doch er traf nur den Flachmann, den das Opfer immer am Herzen trug. Nachdem Marven den Tatort verlassen hatte, tauchte Rodell Weekes (Joseph Mydell) auf und erschoss Jennifer mit Marvens Revolver. Den Flachmann nahm er mit. Sein Motiv liegt weit in der Vergangenheit. 1977 wurde er an Heiligabend von Marvens Vater entlassen. Er machte sich auf den Weg zu seinem früheren Arbeitgeber, um ihn zur Rede zu stellen. Unterwegs überfährt er im Dunkeln versehentlich Linus. Da er das Kind für tot hält, zieht er es ins Meer und deponiert seinen Schuh als falsche Spur im Sumpf. Durch Jennifers Suche und Behauptung, Linus würde leben, fürchtete er, sein Handeln würde aufgedeckt werden. Und daher ermordete er die Podcasterin. - Durch Danny erfahren die Ermittler, dass Linus tatsächlich noch lebt. Er wurde von einem Fischer aus Trinidad aus dem Meer gefischt und wie ein eigener Sohn aufgezogen. So kommt es nun nach vielen Jahrzehnten zur Begegnung der Zwillingsbrüder Linus und Marven. - Da Darlene Curtis bei den Ermittlungen von Verdächtigen und Zeugen nicht ernst genommen wird, will sie eine Ausbildung zur Polizistin beginnen. - Nevil Parker vertauscht versehentlich am Flughafen den Koffer seiner Mutter mit dem der Urlauberin Sophie Chambers (Chelsea Edge). Am Ende der Folge nehmen sie gemeinsam in Catherines Bar das Weihnachtsessen ein. |           |                     |                                         |                     |                                           |                           |                            |
| 91 | 1         | Die Finsternis      | Murder in the Stars                     | 6. Jan. 2023        | 11. Okt. 2023                             | Declan Recks              | Ian Jarvis                 |
| Während der Beobachtung einer seltenen Planetenkonstellation stürzt Professor Bertrand Sworder (Christopher Villiers) unbeobachtet von einer Klippe. Ein Abschiedsbrief legt einen Selbstmord nahe, doch wegen eines unvollendeten Kreuzworträtsels glaubt Neville Parker nicht daran. Neben dem Astronomen beobachten vier weitere Personen die Planetenfinsternis. Die Doktorandin Sally Blake (Alexandra Moloney) gestand dem Professor kurze Zeit vor dem Unglück ihre Gefühle für ihn, doch er wies sie ab und wollte sie nie wiedersehen. Der Amateurastronom Sunil Singh Kirmani (Amit Shah) stellt sich als Sohn des Professors heraus. Er besitzt Audioaufzeichnungen, die einen Betrug des Professors an seinem Studienfreund Jeremy Herbert (Kevin Eldon) beweisen. Den fehlenden Hinweis zur Lösung des Falls liefert der Kleinkriminelle Eddie Marlow (Aaron Shosanya), der den in der Nähe des Tatorts versteckten Roller des Opfers findet und entwendet. Um seiner Entlarvung als Betrüger zu entgehen, plant der Professor seinen eigenen Selbstmord. Doch seine Frau Miriam Sworder (Sarah Woodward), die ihn wegen seiner Unehrlichkeit zu hassen beginnt, stößt ihn von der Klippe. - Darlene besteht die Polizeianwärterinnen-Ausbildung. - Neville beginnt eine Urlaubsromanze mit Sophie. - Commissioner Selwyn Patterson überlegt, ob er seine ihm unbekannte Tochter treffen möchte. |           |                     |                                         |                     |                                           |                           |                            |
| 92 | 2         | Der Bunker          | The Communal Death                      | 13. Jan. 2023       | 11. Okt. 2023                             | Declan Recks              | Emma Goodwin & James Hall  |
| Der Prepper Kit Martin (Elander Moore) wird vergiftet im abgeschlossenen Bunker seiner Gemeinschaft aufgefunden. Mit dabei hat er den gelöschten Laptop der seit einem Monat bei ihnen lebenden Luna Jones (Felixe Forde), die jedoch seit einer Woche spurlos verschwunden ist. Als die Ermittler die Prepperin Raya West (Jo Hartley) beschatten, ertappen sie sie beim Begraben der Leiche von Luna. Raya erschoss die junge Frau versehentlich, hat allerdings nichts mit dem Tod von Kit zu tun. Auch bei ihrem von dem Prepper-Projekt nicht völlig überzeugten Mann Justin West (Robert Webb) kann abgesehen von seiner Eifersucht kein Motiv gefunden werden. Als letzter Bewohner des Camps verbleibt Charlie Banks (Joplin Sibtain), der schon fast fanatisch vom Projekt überzeugt ist. Als er ein Gespräch mithörte, in dem Kit drohte, das Projekt zu verlassen und sein Geld abzuziehen, plante und setzte er sein Mordvorhaben um. - Selwyn lehnt Marlon Prices Bewerbung zum Sergeant ab. Selbstbewusst wie der junge Polizist ist, reicht er den Antrag zur Sergeant-Prüfung dennoch ein. - Beim Fahren mit Jetskis verletzt Neville Sophie leicht, die daraufhin ins Krankenhaus eingeliefert wird. Trotz ihrer Zuneigung verlässt seine Geliebte die Insel wieder, da beide Angst vor einer Fernbeziehung haben. Der Abschied wird von dem finster blickenden Justin West beobachtet. |           |                     |                                         |                     |                                           |                           |                            |
| 93 | 3         | Mord an Deck        | Murder on the High Seas                 | 20. Jan. 2023       | 11. Okt. 2023                             | Steve Brett               | Kit Lambert & James Hall   |
| Die Immobilienmaklerin Cheryl Horner (Laura Rollins) bringt die potentiellen Käufer Peter Galbraith (John Michie) und Hannah Roberts (Fiona Button) mit einer Yacht zum Strand St. Agatha's Cove. Während die beiden Interessenten sich mit dem Bootsführer Ryan Cook (Barney Walsh) umsehen, wird Cheryl auf dem Boot erschlagen. Wie sich herausstellt, sind die Maklerin und der Bootsführer ein Betrügerduo, denen der Strand nicht gehört. Als Täter bleiben scheinbar nur die drei verbleibenden Personen. Ryan entfernte sich zwar kurzzeitig vom Strand, bekommt jedoch vom Zigarettenverkäufer Jermayne Boon (Okorie Chukwu) ein Alibi. Die beiden Kaufinteressenten hätten Motive. Hannahs Bruder wurde vor Jahren von Cheryl betrogen und kam in der Folge um. Und Peter hatte eine Affäre mit dem Opfer und erfuhr kurz vorher vom Betrugsversuch. Aber beide waren am Strand und geben sich gegenseitig ein Alibi. Die Ermittler finden heraus, dass Jermayne vor Jahren mit Cheryl ein Betrügerpaar bildete und er von ihr verraten wurde. Er sah sie zufällig auf St. Marie, versteckte sich an Bord des Schiffs und erschlug sie. - Während des Falls nimmt Neville Kontakt zu seinem früheren Londoner Kollegen Andrew Buckley (Kent Riley) auf, den etwas schwer zu belasten scheint. Doch er offenbart sich Neville nicht. Am Ende der Folge sieht man ihn am Flughafen von St. Marie eintreffen. |           |                     |                                         |                     |                                           |                           |                            |
| 94 | 4         | Feuer im Herzen     | An Unpleasant Homecoming                | 27. Jan. 2023       | 11. Okt. 2023                             | Steve Brett               | Katerina Watson            |
| Naomi Thomas fährt auf die Insel Saint Barnabas zur Hochzeit ihrer Freundin Monique Hays (Gia Ré) mit Ty Edgars (Gamba Cole). Während der Feierlichkeiten wird deren Vater Rex Hays (Curtis Walker) erstochen. Nach und nach offenbart sich den Ermittlern die ganze Vorgeschichte: Während Moniques leibliche Mutter Odette Hays (Nicola Alexis) fünfzehn Jahre früher unter starkem Alkoholeinfluss auf dem Sofa einschläft, zündet ihr Mann Rex das Haus an. Anschließend will er seine Tochter von der Schule abholen. Doch sie ist bereits früher heim, hat ihrer Mutter die Zigaretten abgenommen. Dennoch gilt Odette als Schuldige, die während des Rauchens eingeschlafen sein soll. Erst während der Hochzeit erfahren die einzelnen Beteiligten die ganze Geschichte. Odettes Schwester Barbara Carter (Velile Tshabalala), die mittlerweile mit Rex zusammenlebte, wurde an diesem Morgen von ihrem Lebensgefährten verlassen. Als sie erfuhr, was dieser ihrer Schwester angetan hatte, wurde ihr Hass so groß, dass sie ihn mit dem Kuchenmesser erstach. - Naomi, die von Saint Barnabas stammt, begegnet dem Polizisten Sammy Debraun (Patrice Naiambana). Seinem Vorbild folgend wurde sie selbst Polizistin. Eine Notiz, die sie als Kind machte, führt im vorliegenden Fall auf die richtige Spur. - Selwyn erfährt, dass seine Tochter für eine Woche nach St. Marie kommen wird. - Neville und Sophie gestehen, sich gegenseitig zu vermissen. Daher wird Sophie für einen Monat probeweise nach St. Marie zurückkehren. |           |                     |                                         |                     |                                           |                           |                            |
| 95 | 5         | Der Rückkehrer      | On the Sanctity of Children             | 3. Feb. 2023        | 11. Okt. 2023                             | Tom Nash                  | Leon Lopez                 |
| Während einer Benefizveranstaltung für ein Kinderheim wird die Heimleiterin Marianne Laforge (Nicola Hughes) mit einem Messer in der Hand vor der Leiche des früheren Heimbewohners und jetzt erfolgreichen Unternehmers Vincent Petit (Craig Stein) vorgefunden. Dieses Messer passt nicht zur Stichwunde, und so fragen sich die Ermittler, ob Marianne jemanden deckt. Kurz vor dem Mord wurde die siebzehnjährige Heimbewohnerin Josephine Porter (Tara Tjani) beobachtet, wie sie Vincent mit einem Messer bedrohte. Doch sie verletzte ihn nur an der Hand. Nach einem Streit aus Eifersucht stieß Vincent seinen Freund Roy Hamilton (Micah Balfour) vor zwanzig Jahren eine Treppe hinunter. Roy, der nun als Hausmeister im Heim arbeitet, könnte aus Rache gehandelt haben, tat dies jedoch nicht. Puzzleteile wie die fünfzehn Kilometer entfernt gefundene Tatwaffe führen Neville zurück zu Marianne als Täterin. Sie hatte als Betreuerin Jahrzehnte zuvor eine Affäre mit dem minderjährigen Vincent, ließ ihn fallen, was er nun öffentlich machen wollte. Aus Angst davor ermordete sie ihn. - Selwyn trifft seine Tochter Andrina Harper (Genesis Lynea), bleibt jedoch auf emotionaler Distanz zu ihr. Erst als ihm das von zwei Seiten vorgeworfen wird, überwindet er sich und wagt einen echten Schritt auf seine Tochter zu. - Marlon hat seine Sergeantprüfung, besteht diese jedoch nicht. - Sophie kommt wie angekündigt zurück nach St. Marie. Bei der Rückkehr vom Flughafen finden sie Nevilles Hütte verwüstet vor. |           |                     |                                         |                     |                                           |                           |                            |
| 96 | 6         | Das Spiel           | A Murder Forewarned                     | 10. Feb. 2023       | 11. Okt. 2023                             | Angela de Chastelai Smith | Patrick Homes              |
| Neville wird per Brief ein Mord angekündigt. Kurz darauf wird der Wassertaxifahrer Jake Dalton (Ben Tavassoli) tot im Meer treibend aufgefunden. Als Tatort für den Mord kann sein Schlafzimmer ermittelt werden. Wenige Stunden vor der Tat trennte sich seine Frau Rose Dalton (Cara Theobold) von ihm. Da er sie als Täterin vermutete, und um sie zu schützen, warf ihr Liebhaber Henry Baptiste (Solomon Israel) den Leichnam ins Meer. Doch für den Mörder hält Neville den ehemaligen Kriminologen David Cartwright (Patrick Kennedy), der vor ein paar Jahren aus beruflichen Gründen verbittert von London nach St. Marie zog. Obwohl ihm der Tatverdächtige immer wieder Hinweise gibt, kann ihn der Detective Inspector nicht überführen. Neville spürt, dass David mit ihm spielt, angefangen von der Verwüstung der Hütte (aus der vorigen Folge) bis zu einem Buchgeschenk. Frustriert und voller Wut begibt er sich daher zur Hotelunterkunft von David und will ihn noch einmal zur Rede stellen. Kurz darauf wird die Leiche des Kriminologen aufgefunden und Neville als dringend tatverdächtig verhaftet. |           |                     |                                         |                     |                                           |                           |                            |
| 97 | 7         | Enttarnt            | Sins of the Detective                   | 17. Feb. 2023       | 11. Okt. 2023                             | Angela de Chastelai Smith | James Hall                 |
| Fortsetzung der vorigen Folge. Die Ermittlungen im Mordfall David Cartwright werden von DI Karen Flitcroft (Jaye Griffiths) übernommen. Sie hält Neville Parker für schuldig, findet weitere Beweise gegen ihn. Parallel dazu versucht das Ermittlerteam von St. Marie unter Leitung von Selwyn, Neville zu entlasten. In der Hütte des Inspektors werden Fingerabdrücke von Justin West (siehe Folge 2 dieser Staffel) gefunden. Er verfolgte Neville, ist wütend und verbittert. Doch den Mord leugnet er. Eine weitere Spur tut sich mit Andrew Buckley (siehe Folge 3) auf, der in Großbritannien wegen Korruption gesucht wird. Er kam nach St. Marie, wollte Neville sein Vergehen bei einem ehemaligen Fall beichten, wagte es jedoch nicht. Damals wurde Grace Walmslow verhaftet und verurteilt. Sie brachte sich im Gefängnis um. Das bringt sowohl Neville als auch das Ermittlerteam auf die richtige Spur. Rebecca Walmslow will ihre Schwester rächen, ermordete David Cartwright und legte die falschen Spuren zu Neville. Unter dem falschen Namen Sophie Chambers erschlich sie sich das Vertrauen und die Liebe von Neville, um den richtigen Moment zu finden, ihm eine Falle zu stellen. Ihre eigene Schuld am Tod ihrer Schwester hält sie für gering, obwohl Grace damals nur einmalig als Drogenkurier für Rebecca einsprang. |           |                     |                                         |                     |                                           |                           |                            |
| 98 | 8         | Musik im Blut       | A Calypso Caramba                       | 24. Feb. 2023       | 11. Okt. 2023                             | Leon Lopez                | James Hall & Lisa McMullin |
| Der Besitzer von Babette's Bar, Elijah St. John (Joe Dixon), stirbt an vergiftetem Rum. Der Täterkreis kann auf vier Personen eingeschränkt werden. Die in einem Waisenhaus aufgewachsene Romy Christophe (Christelle Elwin) ist Sängerin in der Bar. Anhand eines DNA-Test kann sie nachweisen, dass die Mitbesitzerin und ehemals sehr bekannte Calypso-Sängerin Babette Francois (Jacqueline Boatswain) ihre Mutter ist, der Vater jedoch nicht deren Ehemann Elijah. Romy entstand aus einer Affäre Babettes mit dem Barkeeper und früheren Musiker Kenton Sealy (Tommie Earl Jenkins). Alle drei können entlastet werden. Ausgearbeitet und durchgeführt wurde der Giftmord durch den Herausgeber einer Calypso-Fanzeitschrift, Clifford Brown (Tyrone Huggins). Er war Babettes Mentor in ihren frühen Jahren als Sängerin und wollte verhindern, dass Elijah das Glück zwischen denen sich erst kennenlernenden Mutter und Tochter zerstört. - Neville trägt sich mit dem Gedanken, seine Stelle zu kündigen und St. Marie zu verlassen. Selwyn versucht ihn zum Bleiben zu ermuntern. Ein Besuch von Sophie im Gefängnis, die nie Gefühle für ihn hatte, aber die Zeit mit ihm als Bereicherung in ihrem Leben empfand, lässt ihn die Freude am Leben auf der Insel wiedergewinnen. - Wie Catherine erzählt, erwartet ihre Tochter Camille ein Kind. |           |                     |                                         |                     |                                           |                           |                            |

## Staffel 13
Die Erstausstrahlung der dreizehnten Staffel erfolgte am 26. Dezember 2023 (Weihnachts-Special) bzw. vom 4. Februar bis zum 24. März 2024 auf BBC One. Die gesamte Staffel inklusive Weihnachtsspecial wurde am 9. April 2025 auf Disney+ veröffentlicht.
| Nr. (ges.) | Nr. (St.) | Deutscher Titel      | Originaltitel                           | Erstausstrahlung UK | Deutschsprachige Erstveröffentlichung (D) | Regie                    | Drehbuch                   |
| ---------- | --------- | -------------------- | --------------------------------------- | ------------------- | ----------------------------------------- | ------------------------ | -------------------------- |
| 99         | —         | Die letzte Botschaft | Christmas Special 2023: It's Behind You | 26. Dez. 2023       | 9. Apr. 2025                              | Steve Brett              | James Hall                 |
| 100        | 1         | Die Erpressung       | Going Round in Circles                  | 4. Feb. 2024        | 9. Apr. 2025                              | Steve Hughes             | Tom Nash & James Hall      |
| 101        | 2         | Die Stricknadel      | Your Number's Up                        | 11. Feb. 2024       | 9. Apr. 2025                              | Steve Hughes             | Patrick Homes              |
| 102        | 3         | Der Wettbewerb       | Serving Up Murder                       | 18. Feb. 2024       | 9. Apr. 2025                              | Angie de Chastelai Smith | Katerina Watson            |
| 103        | 4         | Wechselstrom         | Murder Most Electric                    | 25. Feb. 2024       | 9. Apr. 2025                              | Angie de Chastelai Smith | James Cary & Patrick Homes |
| 104        | 5         | Tödlicher Cocktail   | As the Sun Sets...                      | 3. März 2024        | 9. Apr. 2025                              | Tracey Larcombe          | James Hall                 |
| 105        | 6         | Tod im Fahrstuhl     | Murder Going Down                       | 10. März 2024       | 9. Apr. 2025                              | Tracey Larcombe          | James Coleman              |
| 106        | 7         | Saint Auguste        | A Tale of Two Islands                   | 17. März 2024       | 9. Apr. 2025                              | Leon Lopez               | James Hall                 |
| 107        | 8         | In Luft aufgelöst    | A Murder in the Skies                   | 24. März 2024       | 9. Apr. 2025                              | Leon Lopez               | James Hall                 |

## Staffel 14
Die Erstausstrahlung der vierzehnten Staffel erfolgte am 22. Dezember 2024 (Weihnachts-Special) bzw. vom 31. Januar bis zum 24. März 2025 auf BBC One.
| Nr. (ges.) | Nr. (St.) | Deutscher Titel | Originaltitel          | Erstausstrahlung UK | Deutschsprachige Erstveröffentlichung (D) | Regie         | Drehbuch                             |
| ---------- | --------- | --------------- | ---------------------- | ------------------- | ----------------------------------------- | ------------- | ------------------------------------ |
| 108        | -         | —               | Christmas Special 2024 | 22. Dez. 2024       | —                                         | Leon Lopez    | James Hall                           |
| 109        | 1         | —               | Episode 1              | 31. Jan. 2025       | ---                                       | Jennie Paddon | James Hall                           |
| 110        | 2         | —               | Episode 2              | 7. Feb. 2025        | —                                         | Jennie Paddon | Tom Nash                             |
| 111        | 3         | —               | Episode 3              | 14. Feb. 2025       | —                                         | Ian Aryeh     | Sarah Deane                          |
| 112        | 4         | —               | Episode 4              | 21. Feb. 2025       | —                                         | Ian Aryeh     | Patrick Homes & James Hall           |
| 113        | 5         | —               | Episode 5              | 28. Feb. 2025       | —                                         | Carys Lewis   | Joe Ainsworth                        |
| 114        | 6         | —               | Episode 6              | 7. März 2025        | —                                         | Carys Lewis   | James Hall                           |
| 115        | 7         | —               | Episode 7              | 14. März 2025       | —                                         | John Maidens  | James Hall                           |
| 116        | 8         | —               | Episode 8              | 28. März 2025       | —                                         | John Maidens  | James Coleman & Alexandra Carruthers |